# Lijst van nummer 1-hits in de BRT Top 30 / Ultratop 50

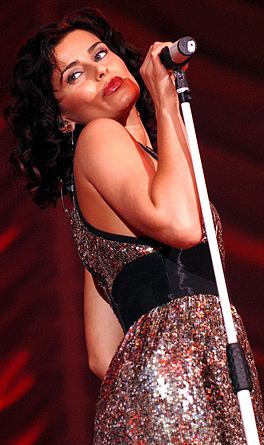
Nelly Furtado

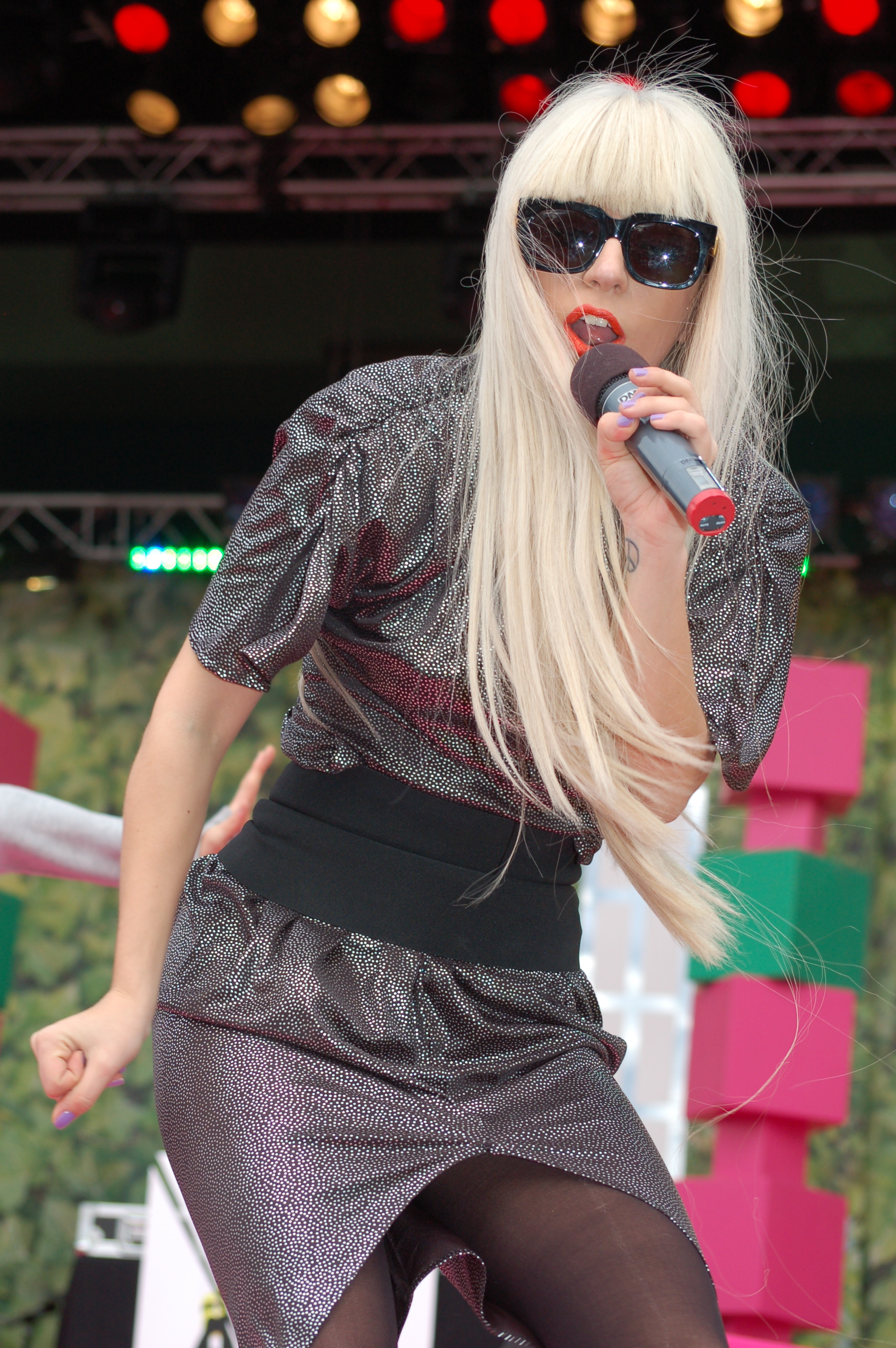
Lady Gaga

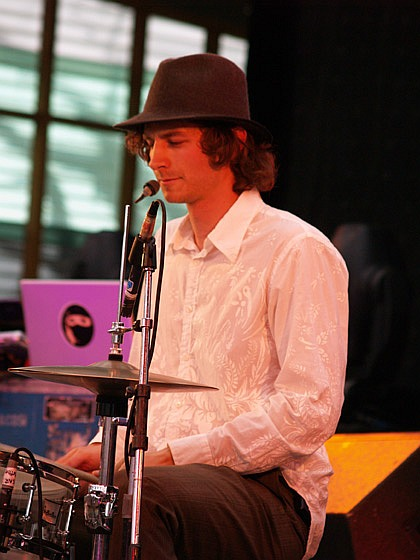
Gotye

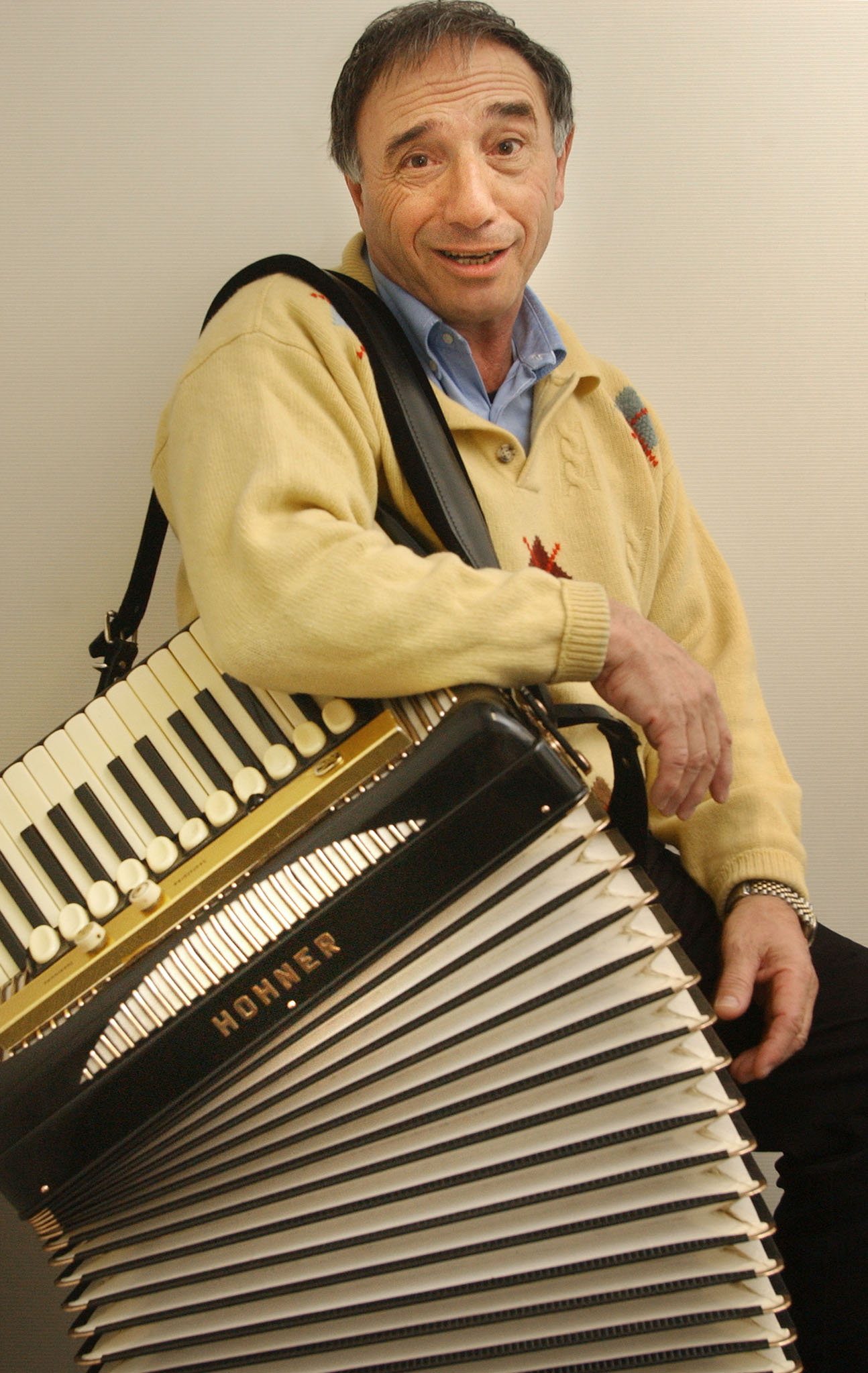
Rocco Granata

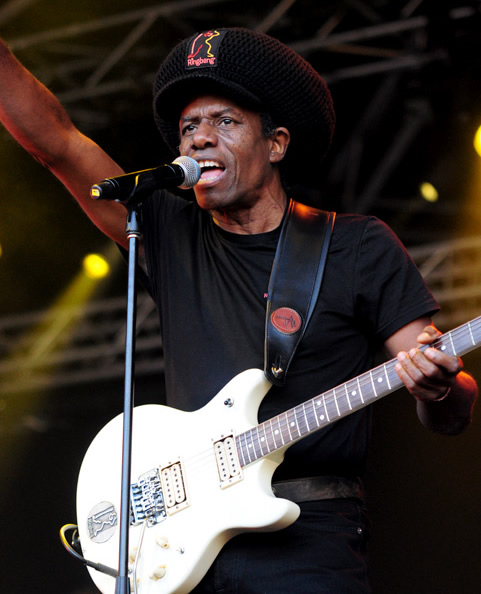
Eddy Grant

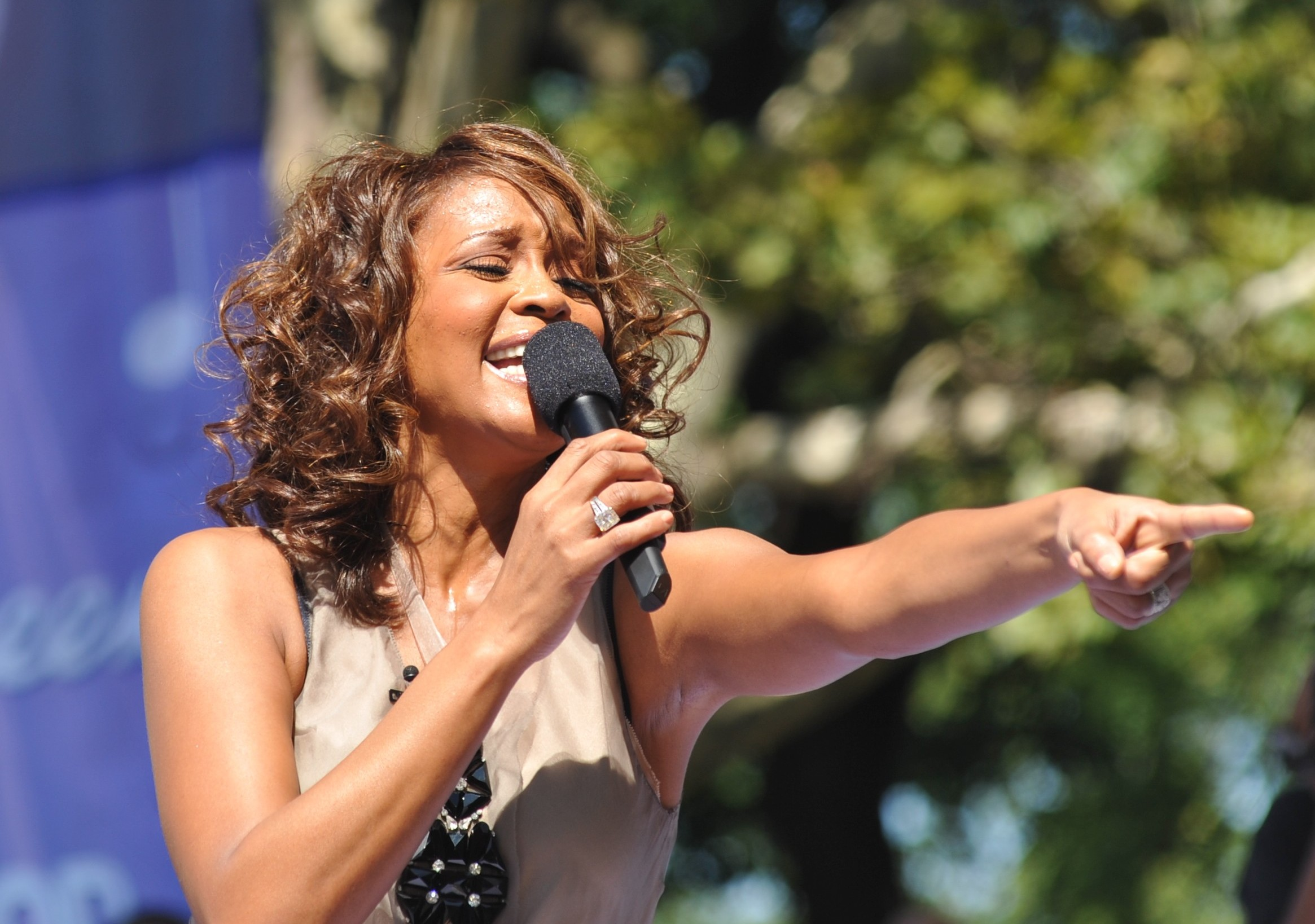
Whitney Houston

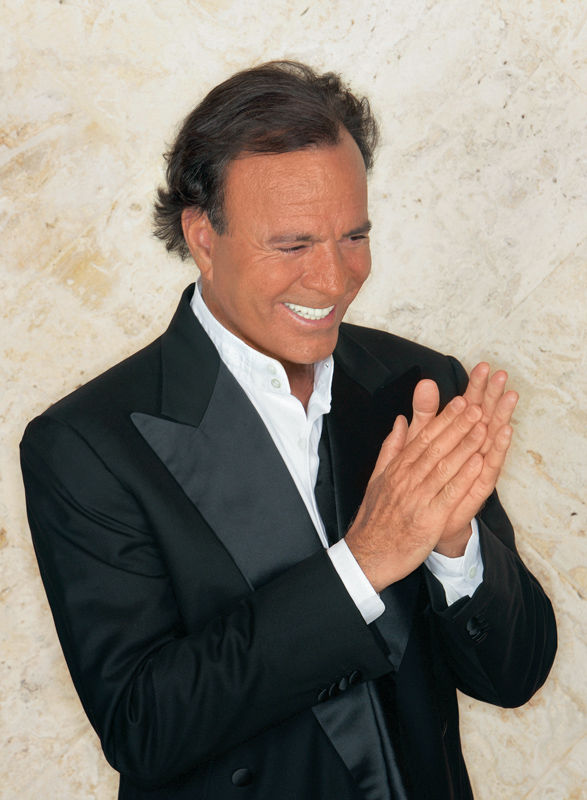
Julio Iglesias

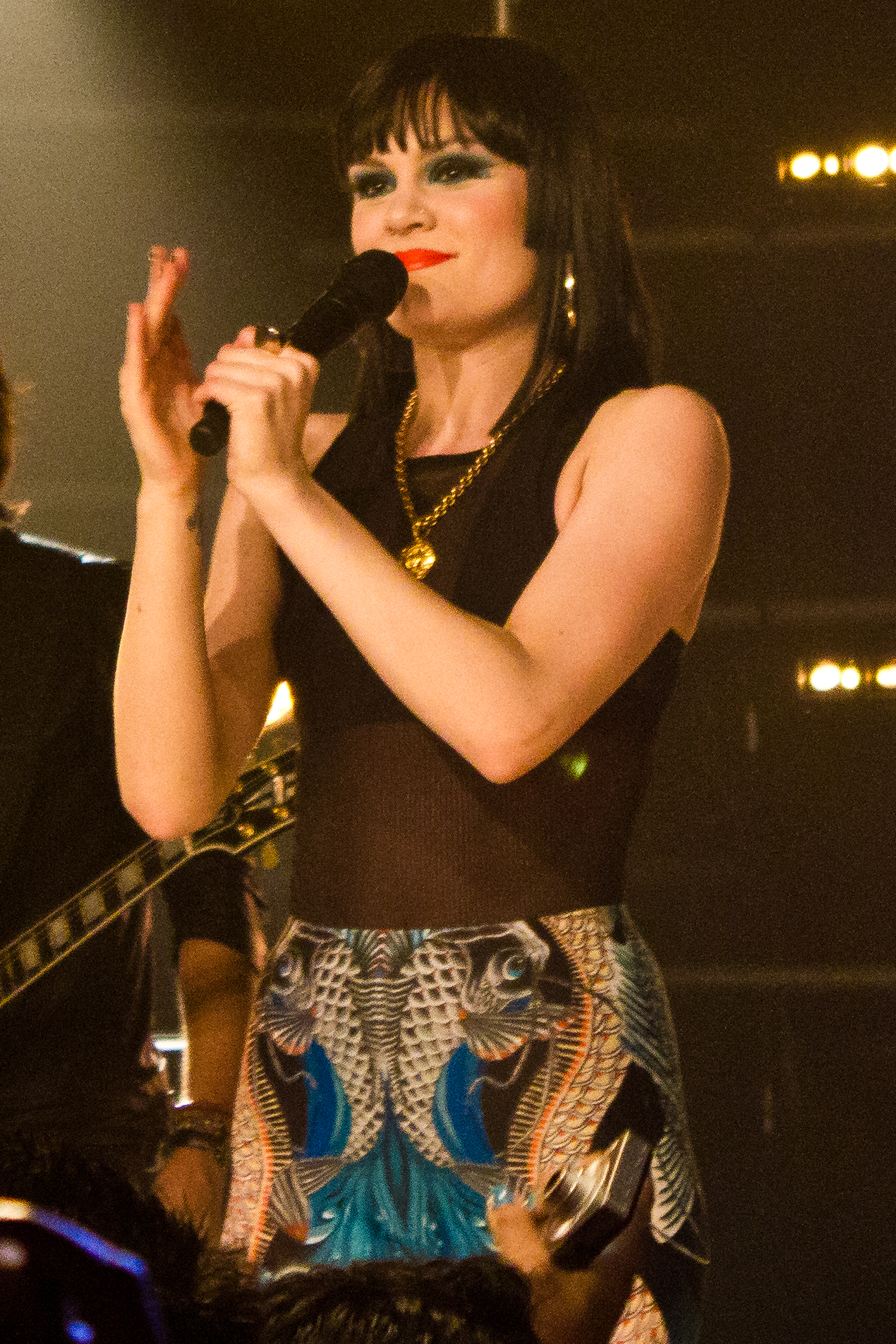
Jessie J

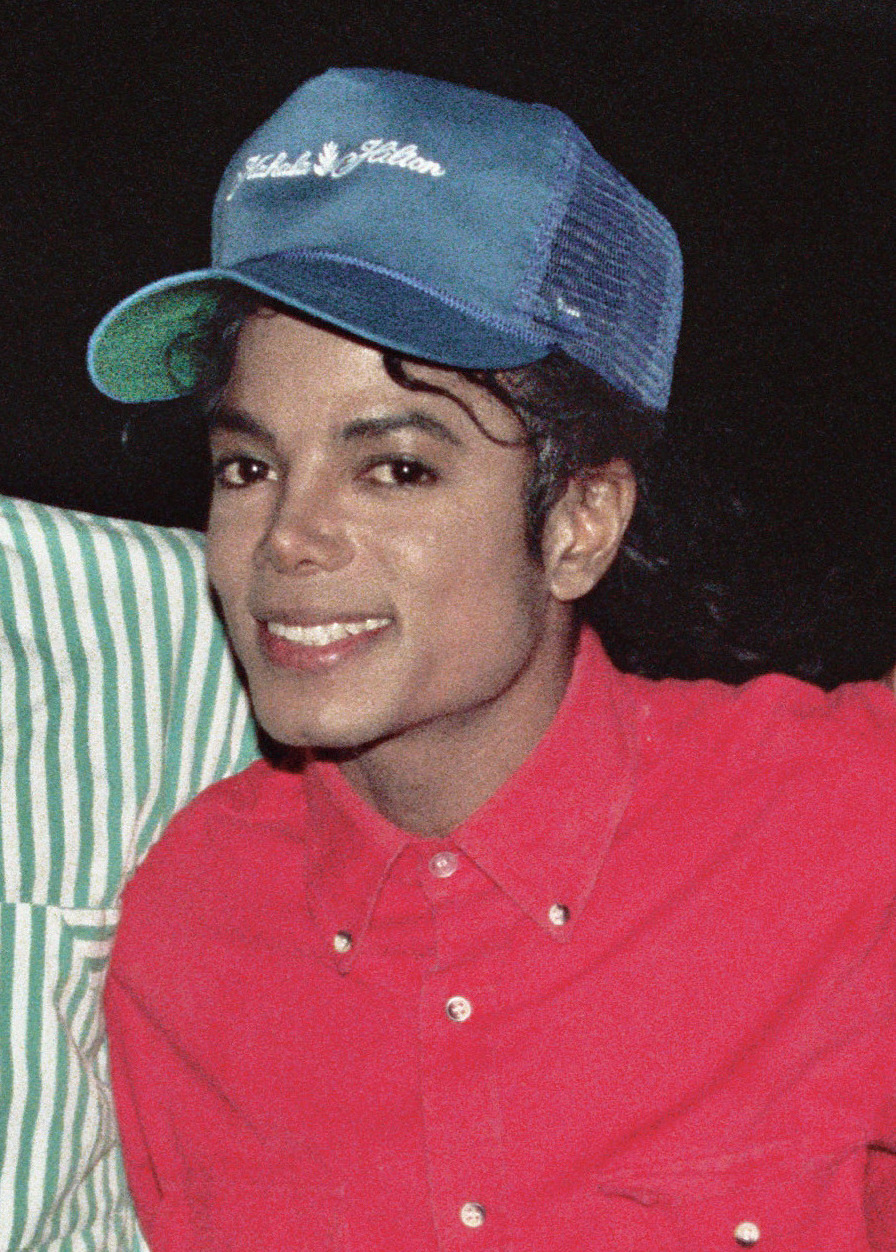
Michael Jackson

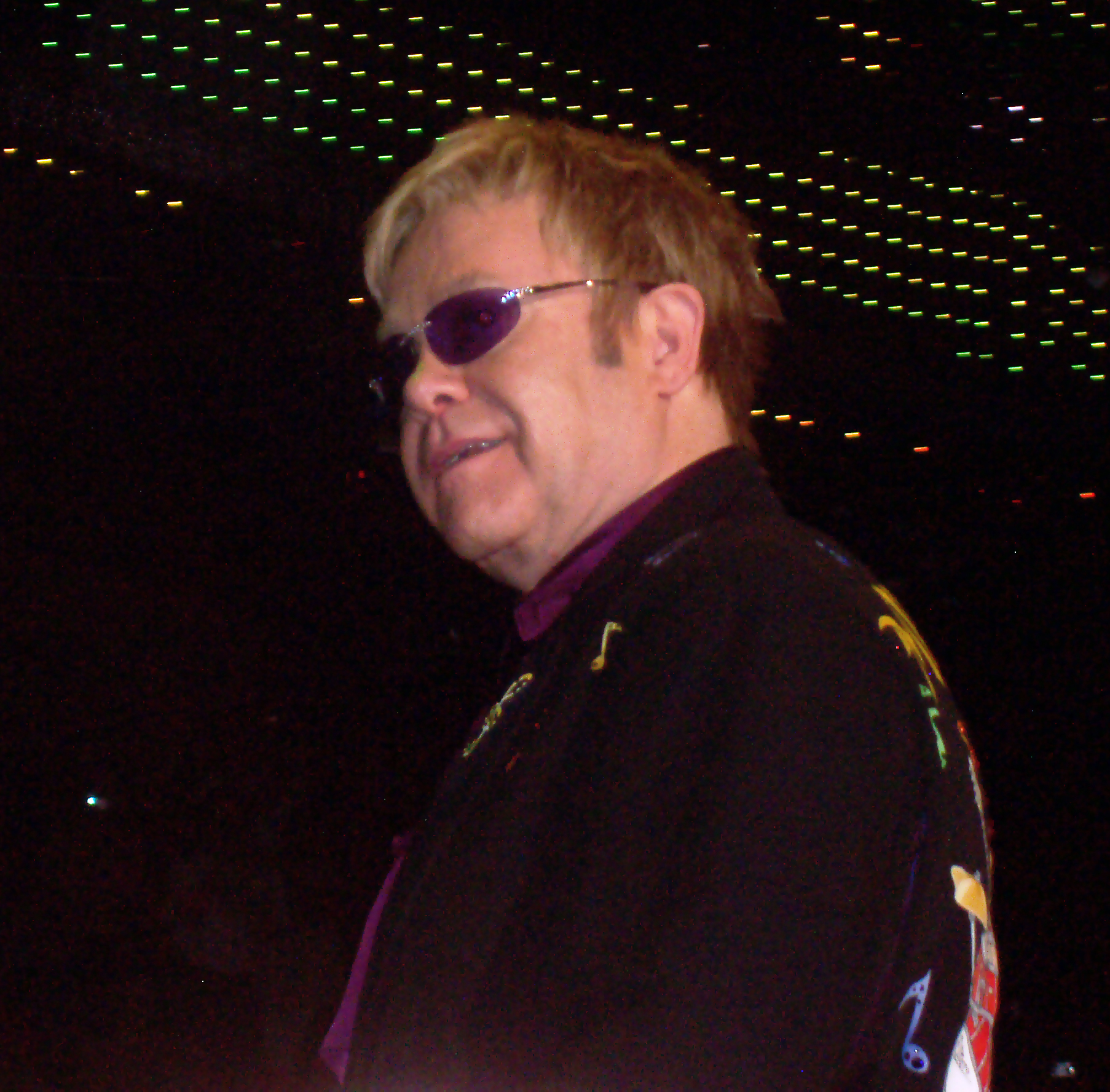
Elton John

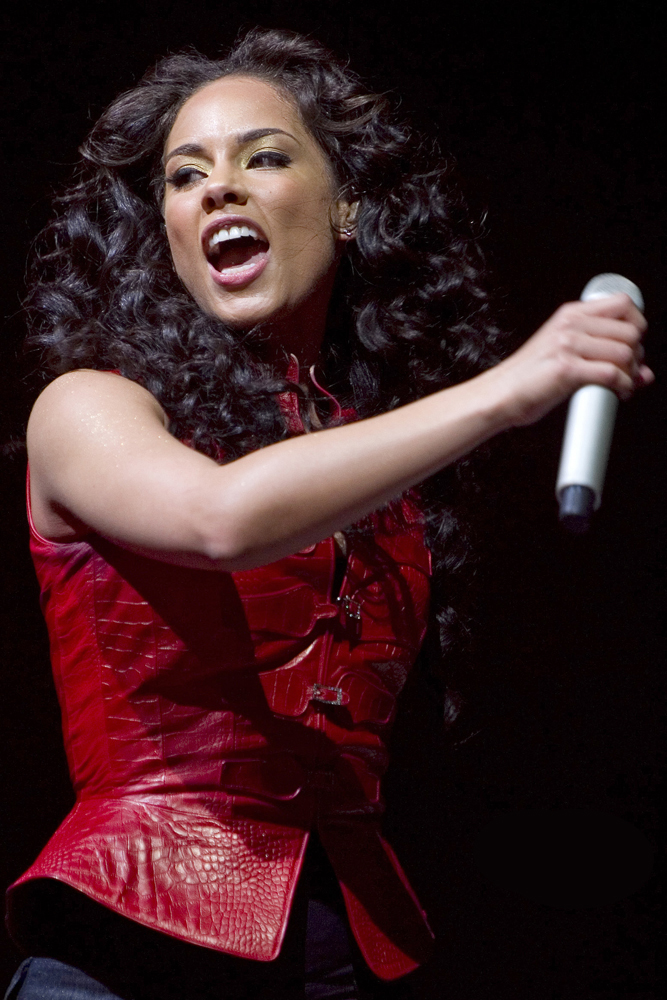
Alicia Keys

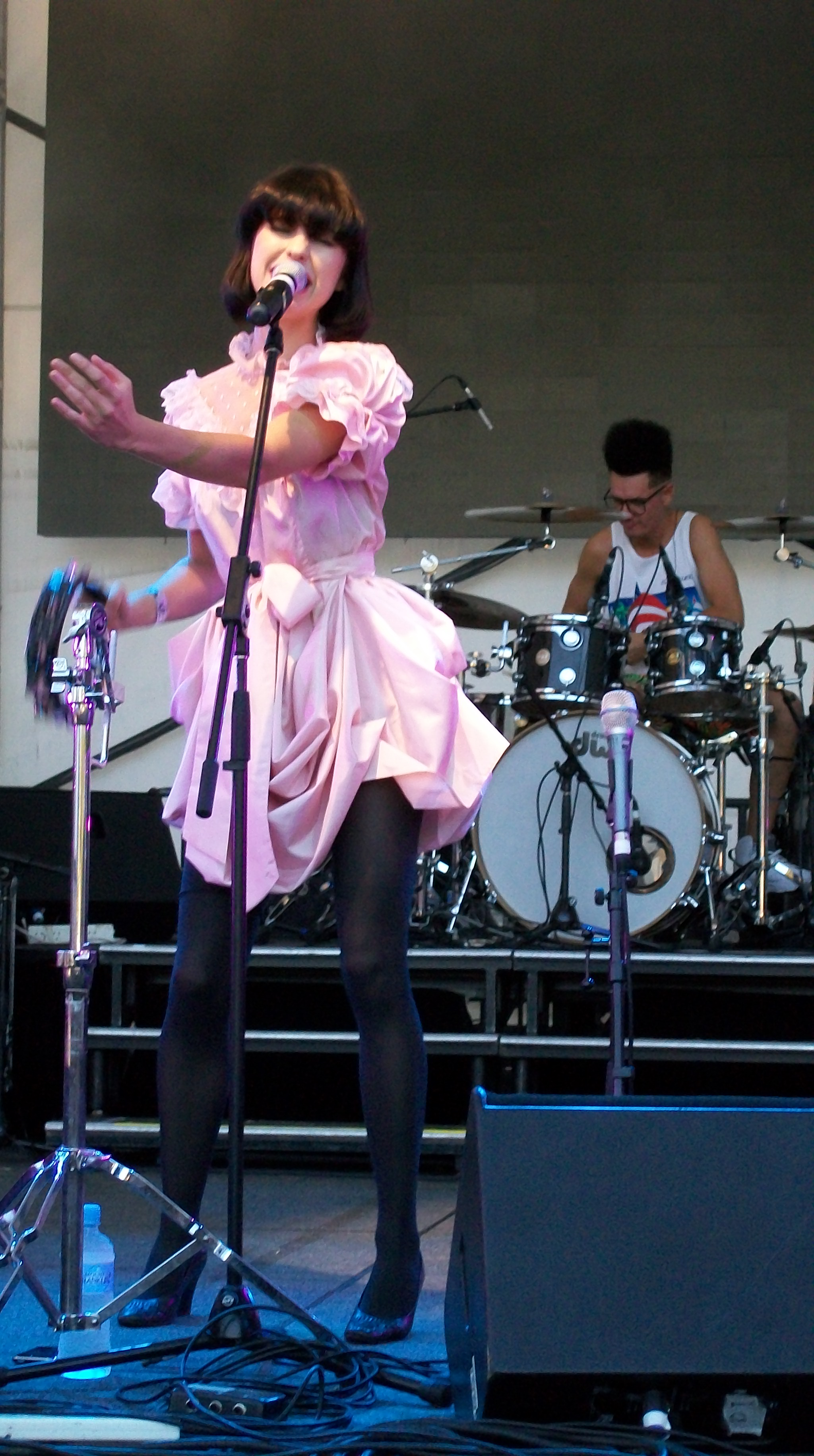
Kimbra

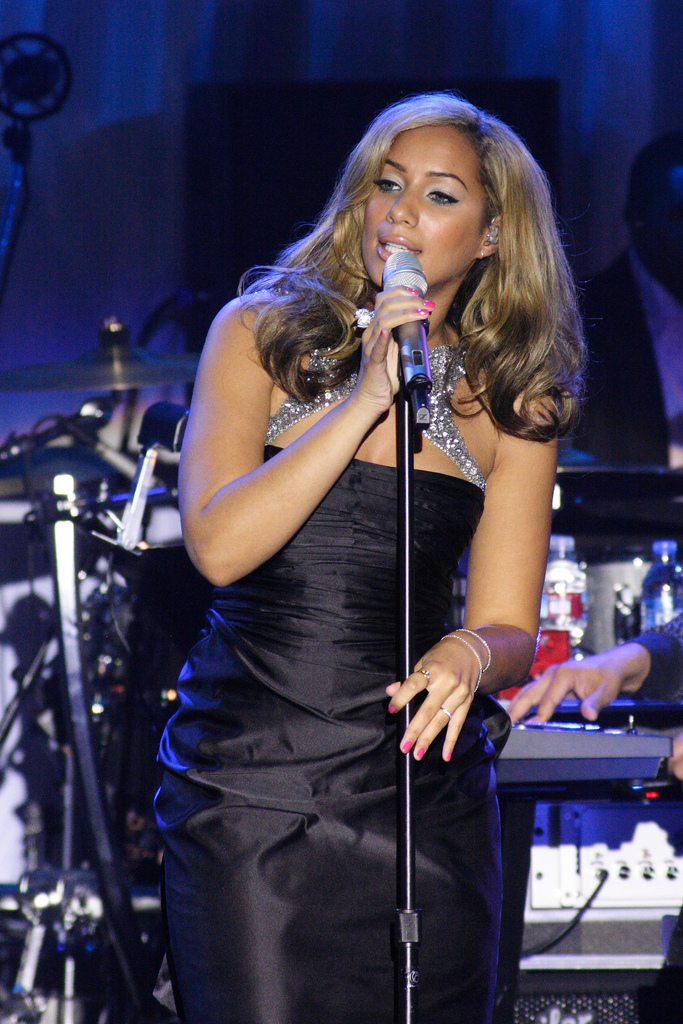
Leona Lewis

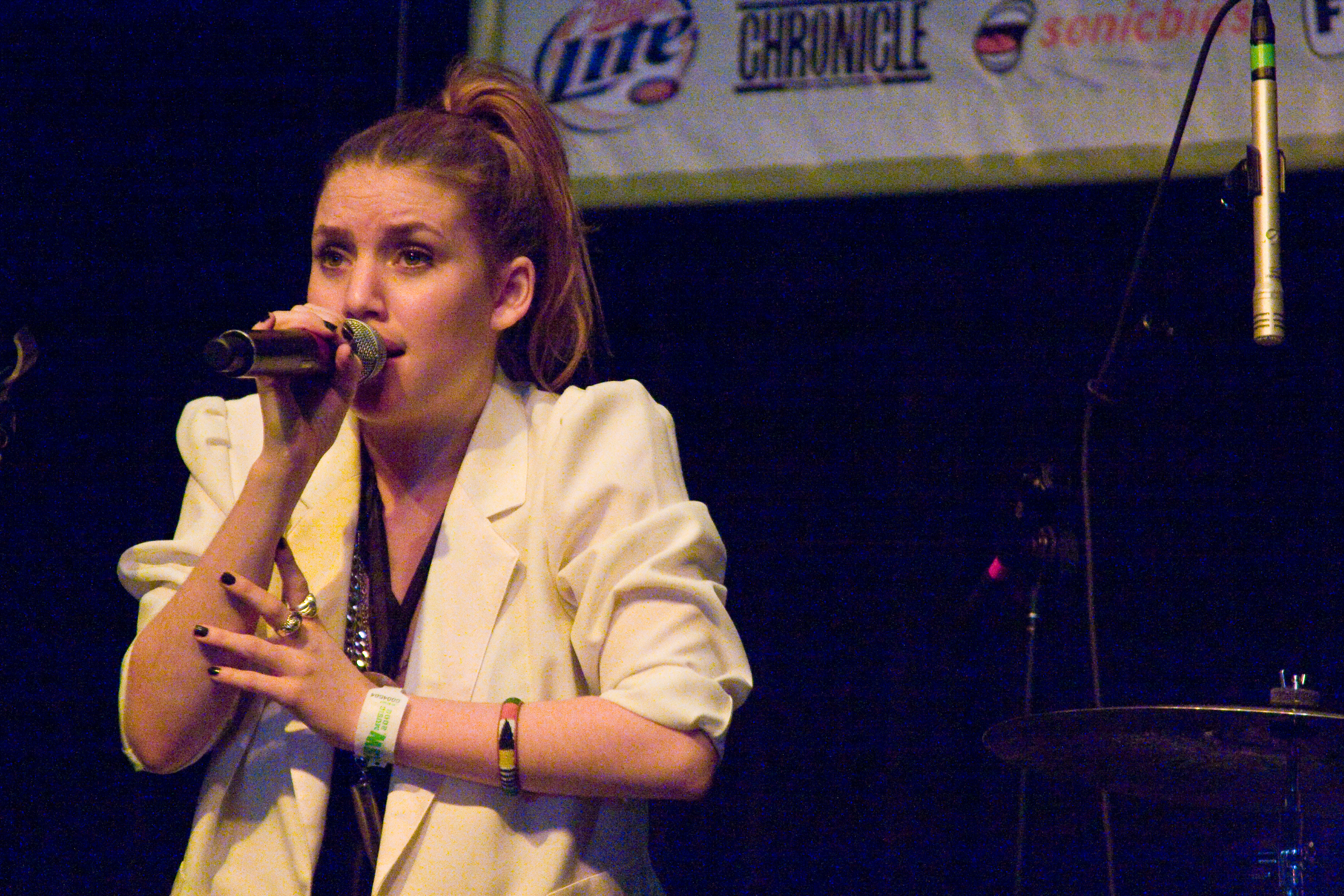
Lykke Li

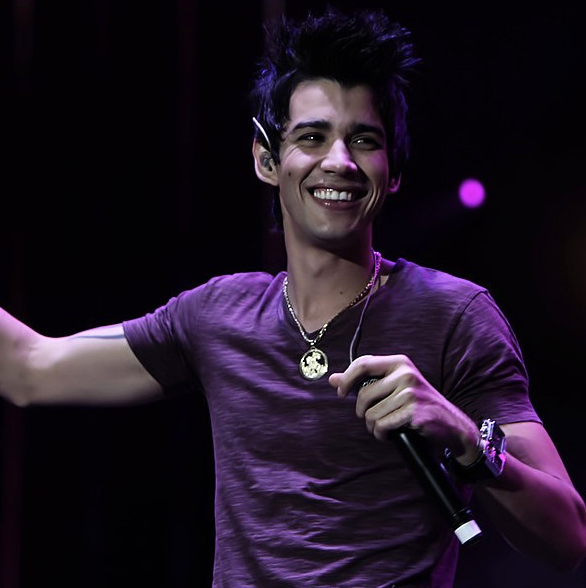
Gusttavo Lima

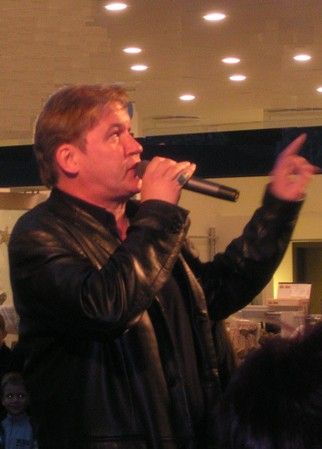
Johnny Logan

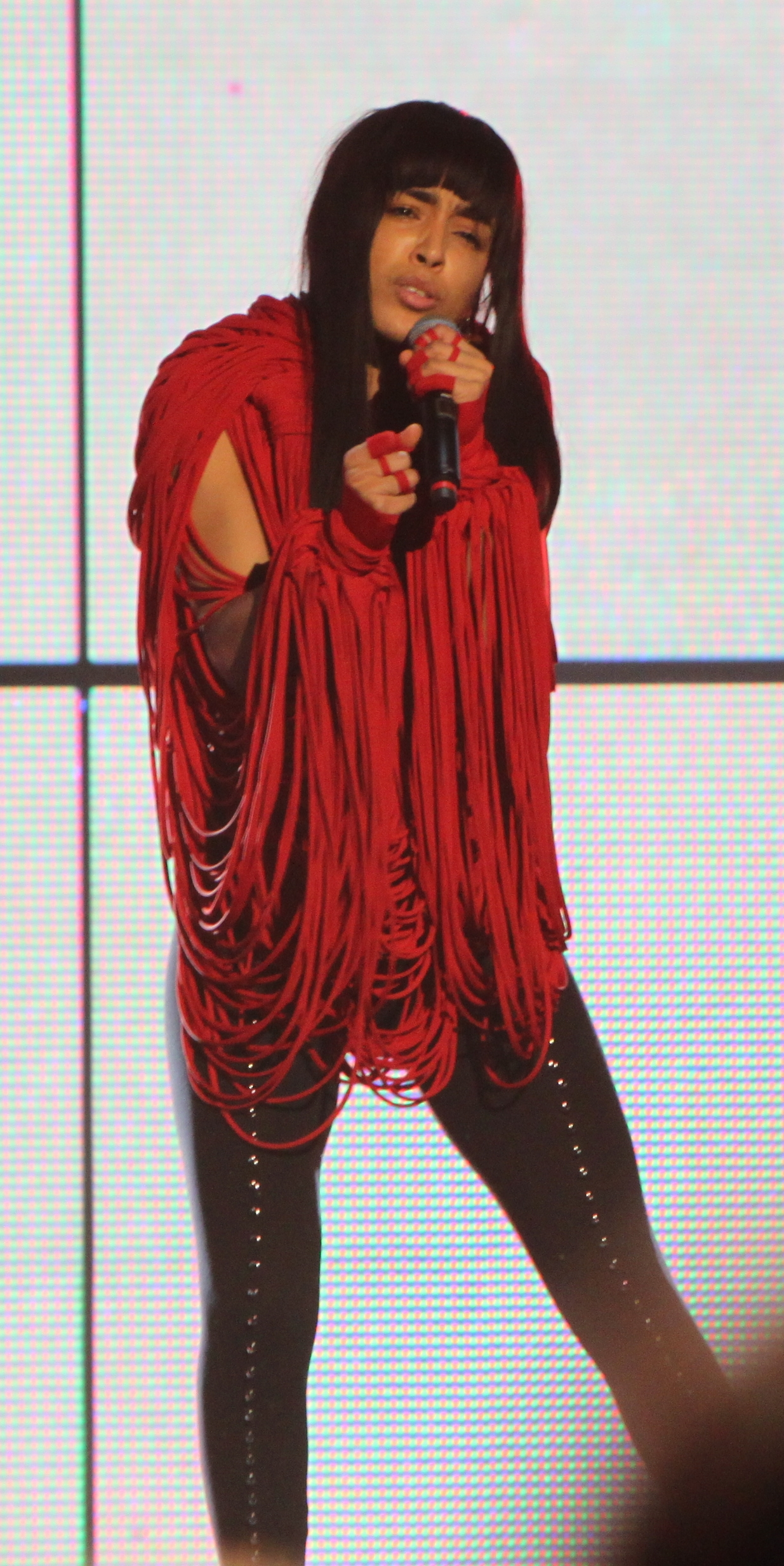
Loreen

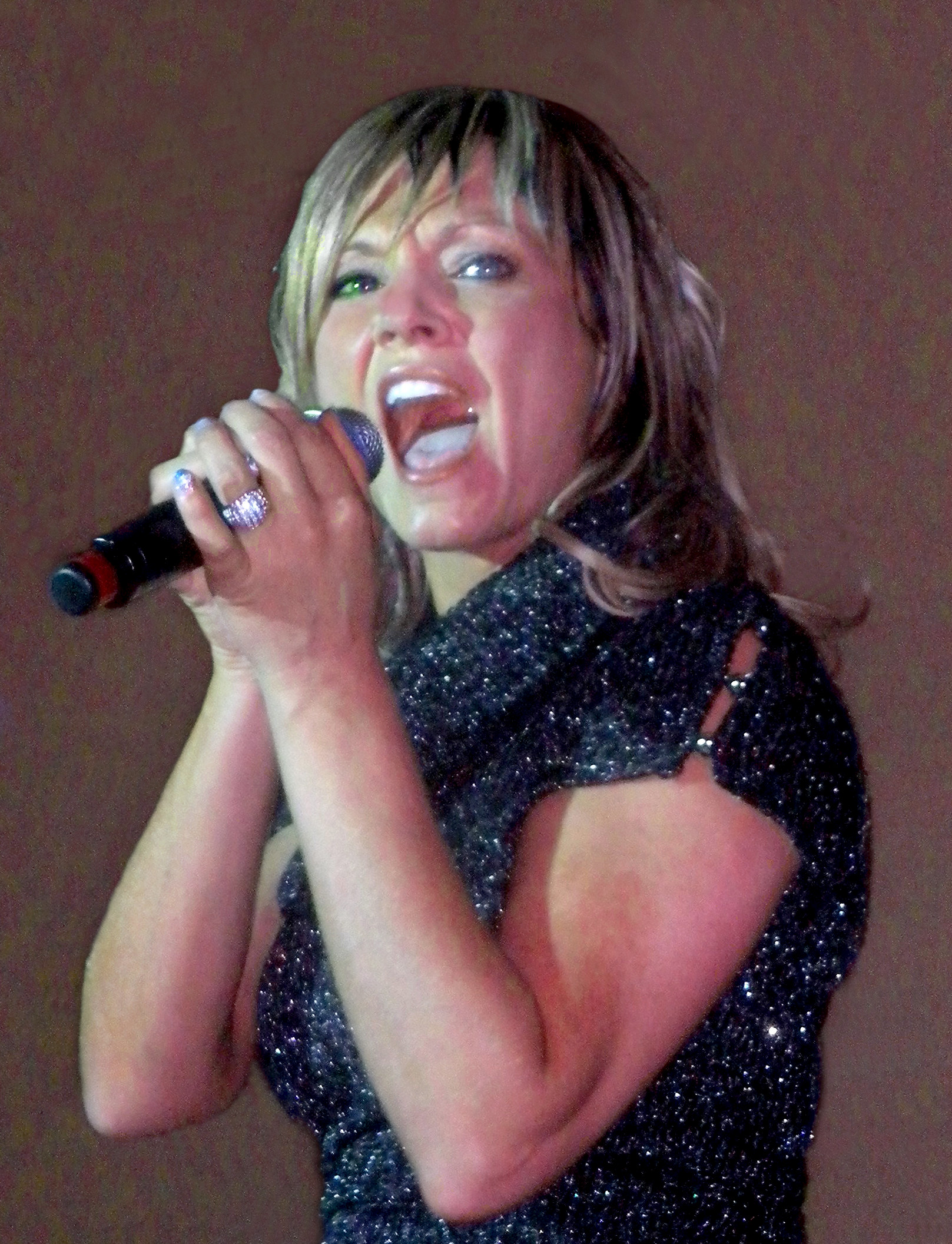
Laura Lynn

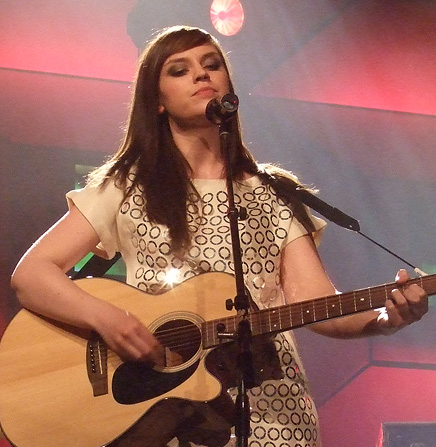
Amy Macdonald

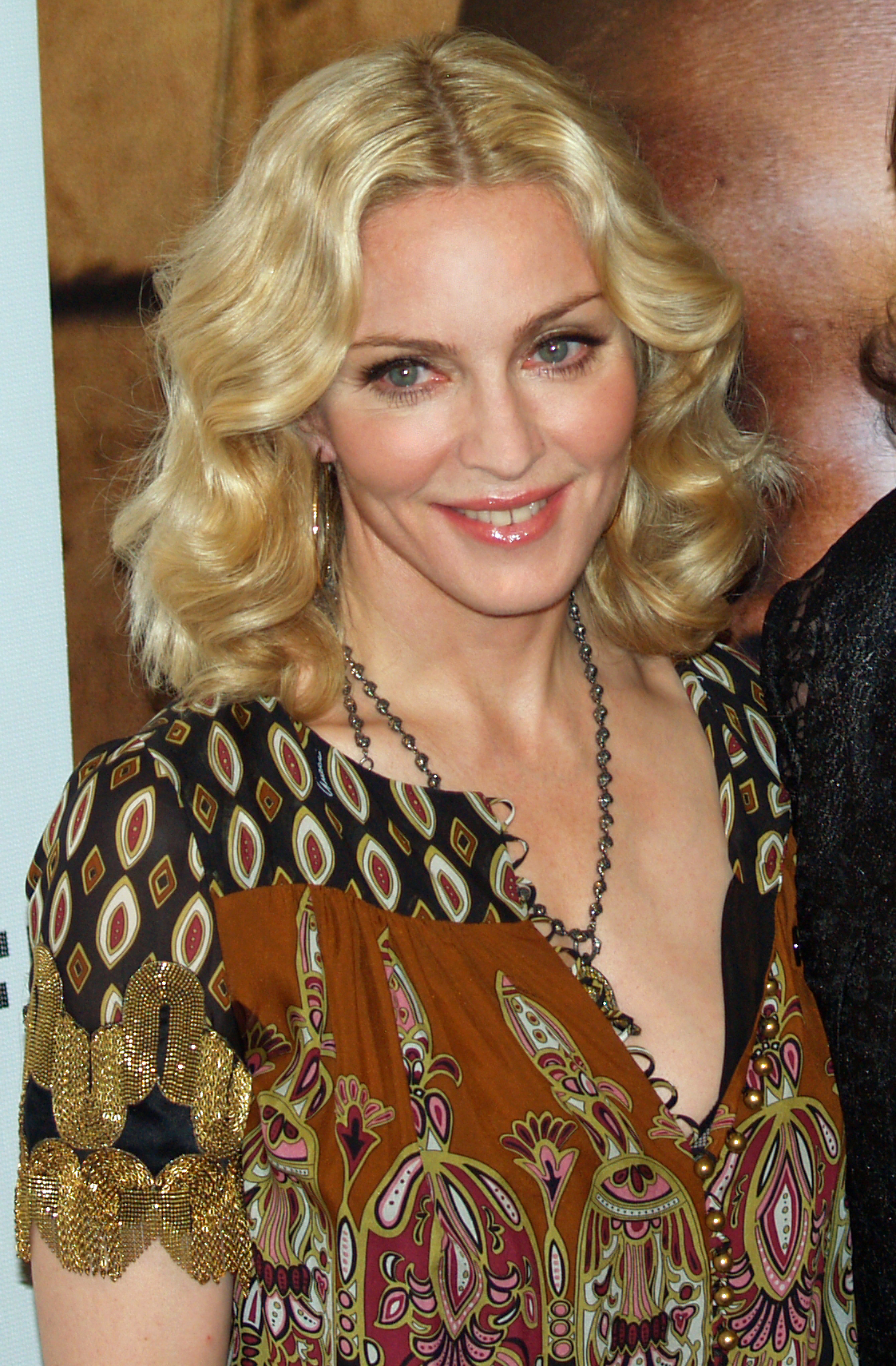
Madonna

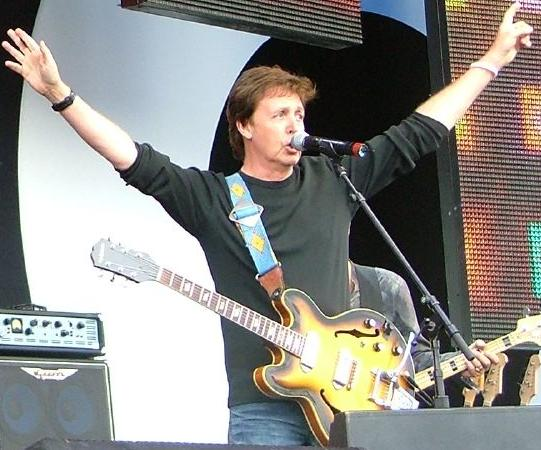
Paul McCartney

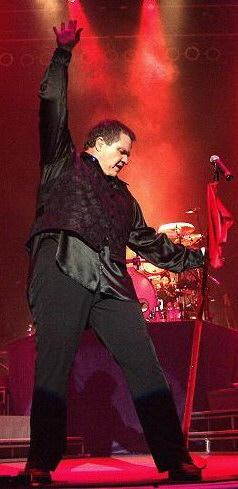
Meat Loaf

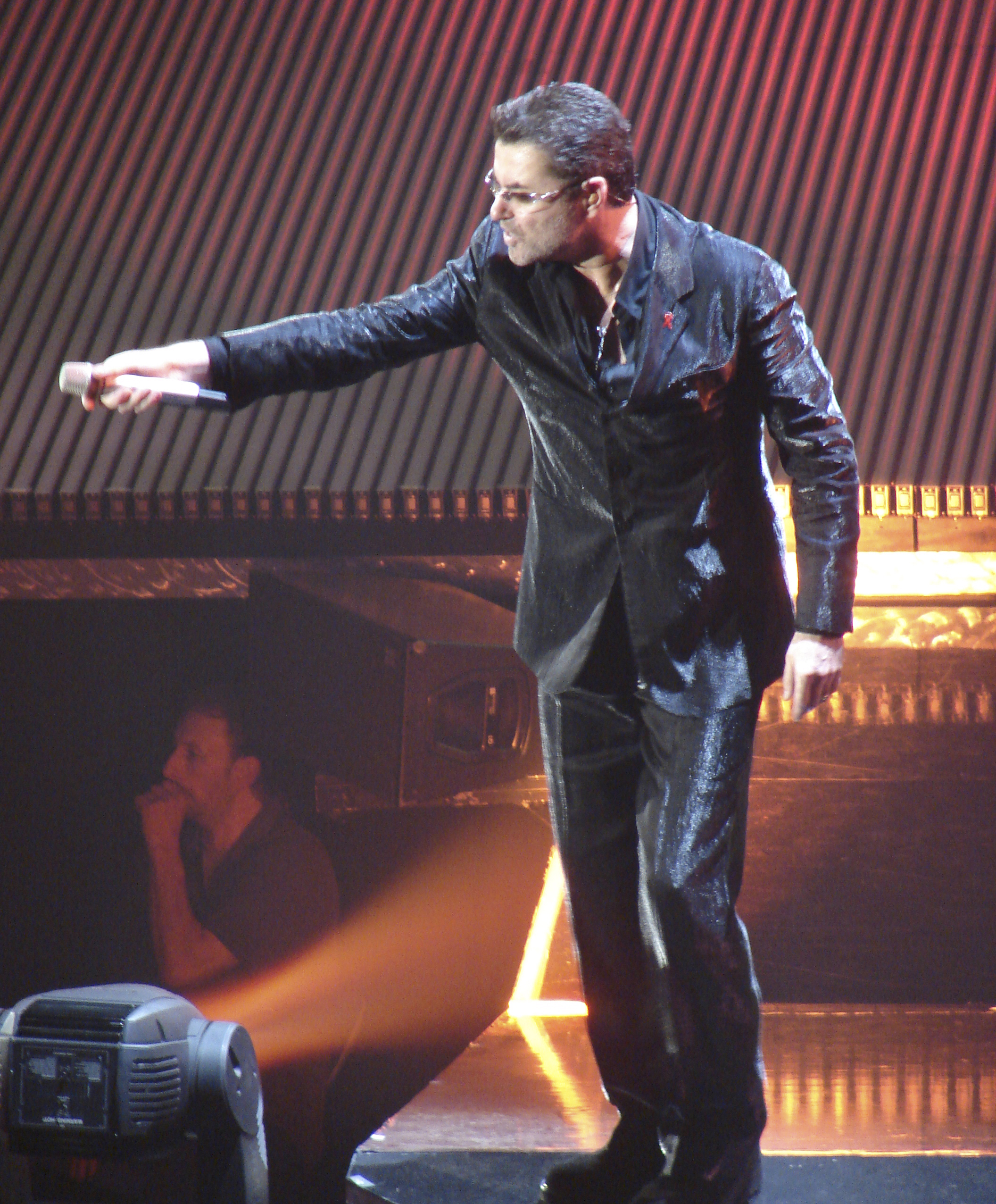
George Michael

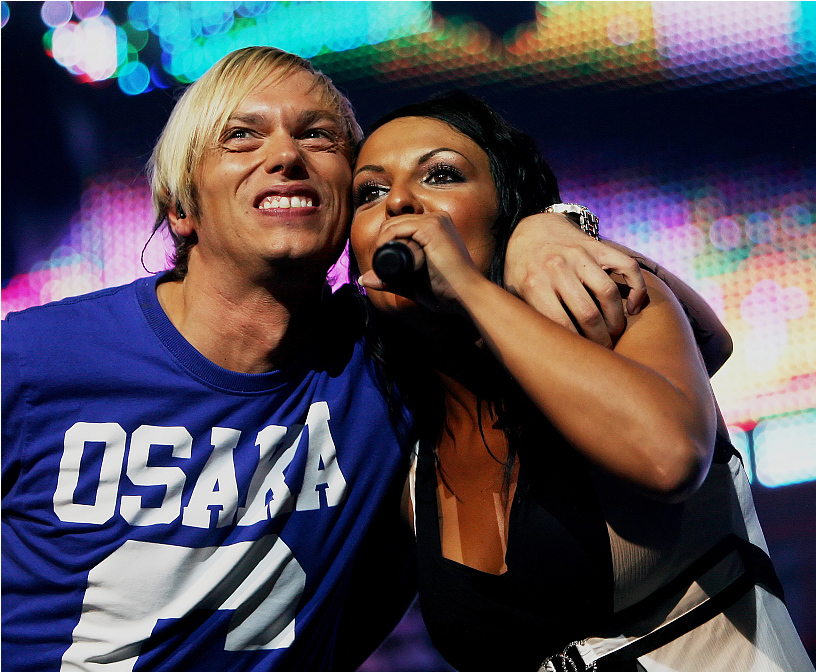
Milk Inc.

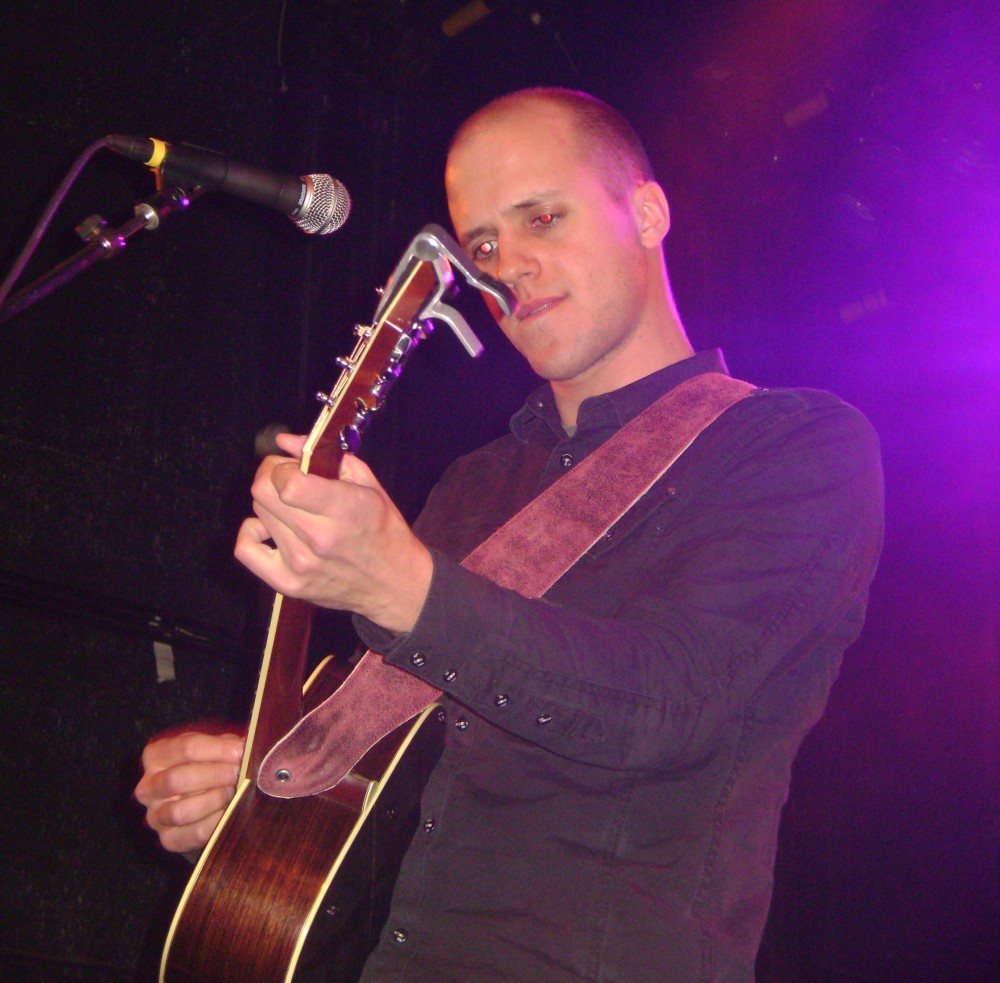
Milow

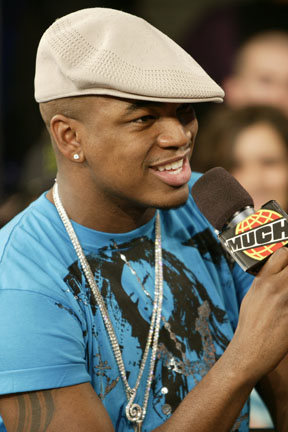
Ne-Yo

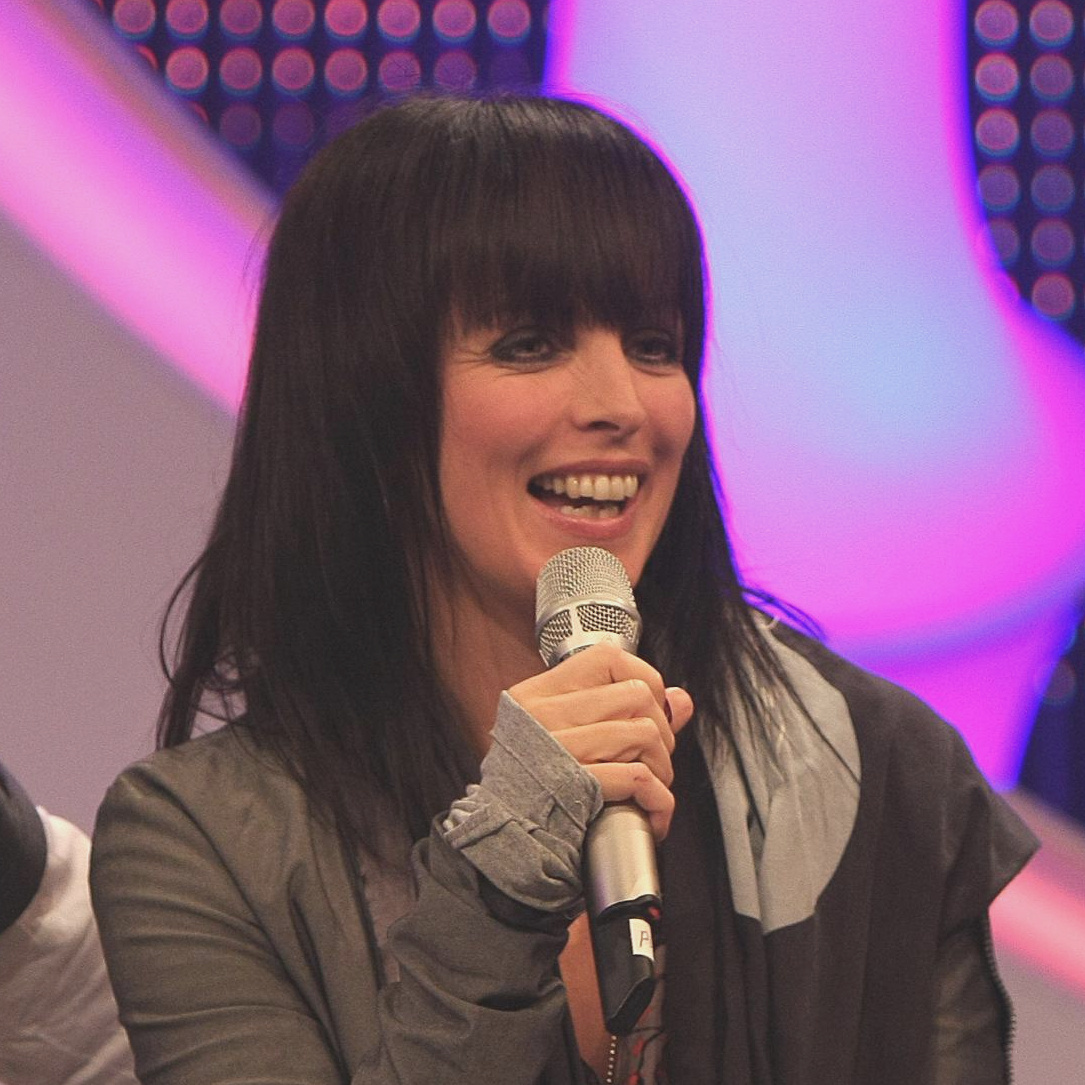
Nena

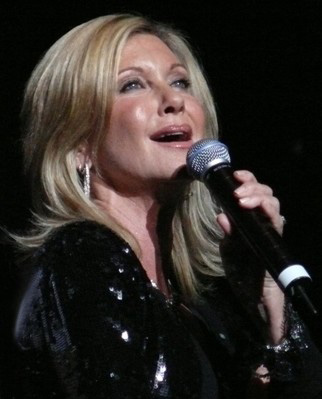
Olivia Newton-John

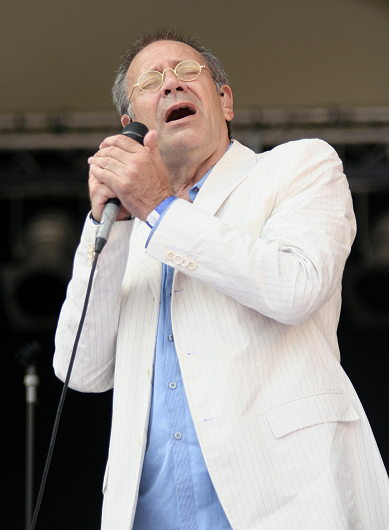
Rob de Nijs

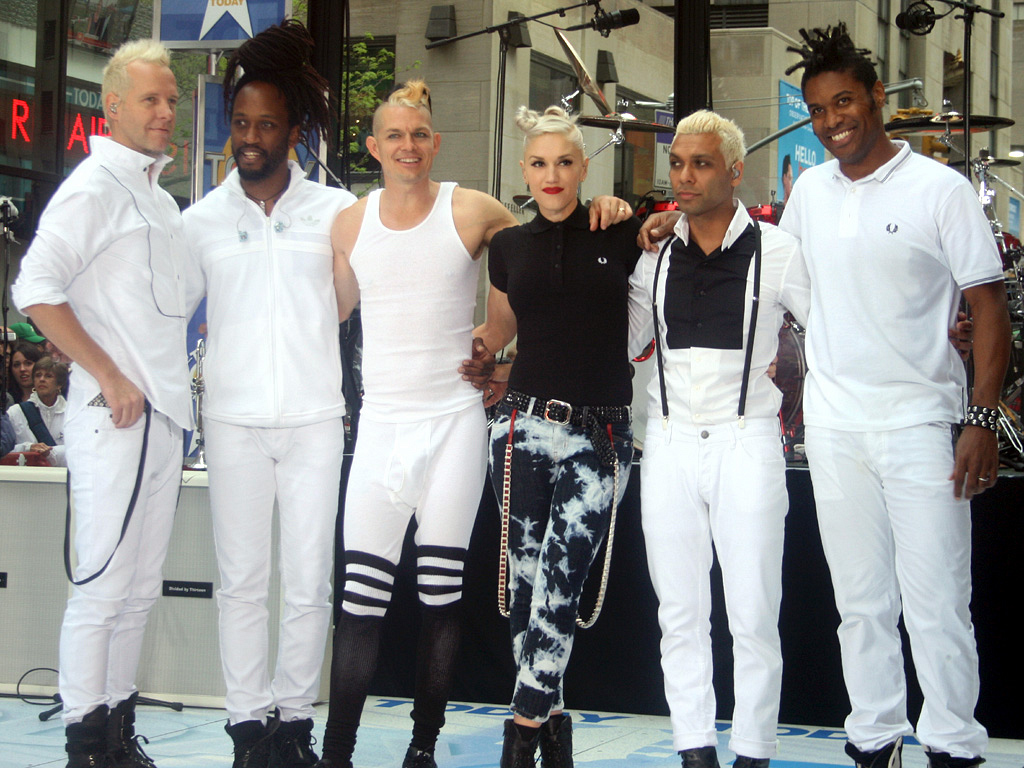
No Doubt

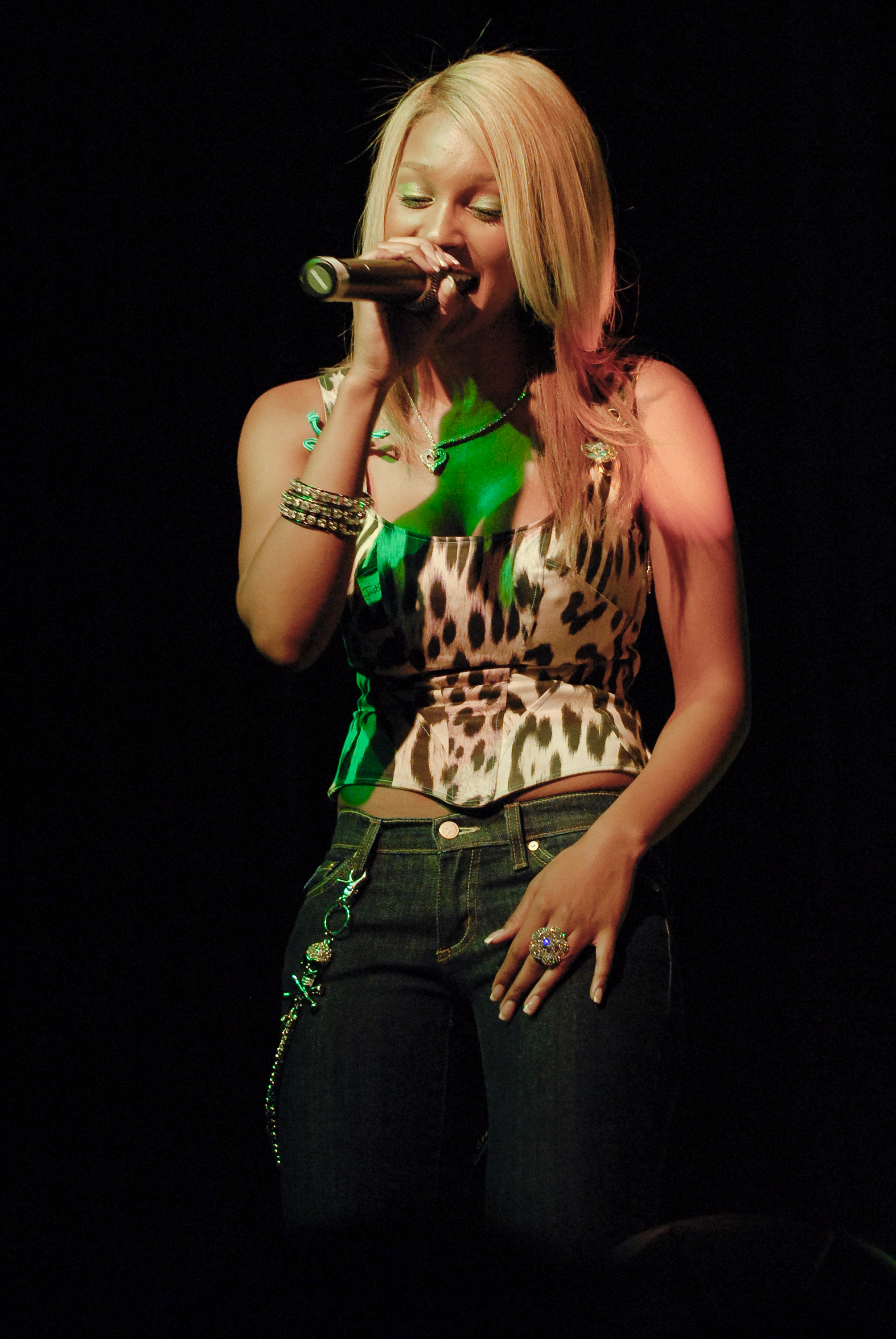
Olivia

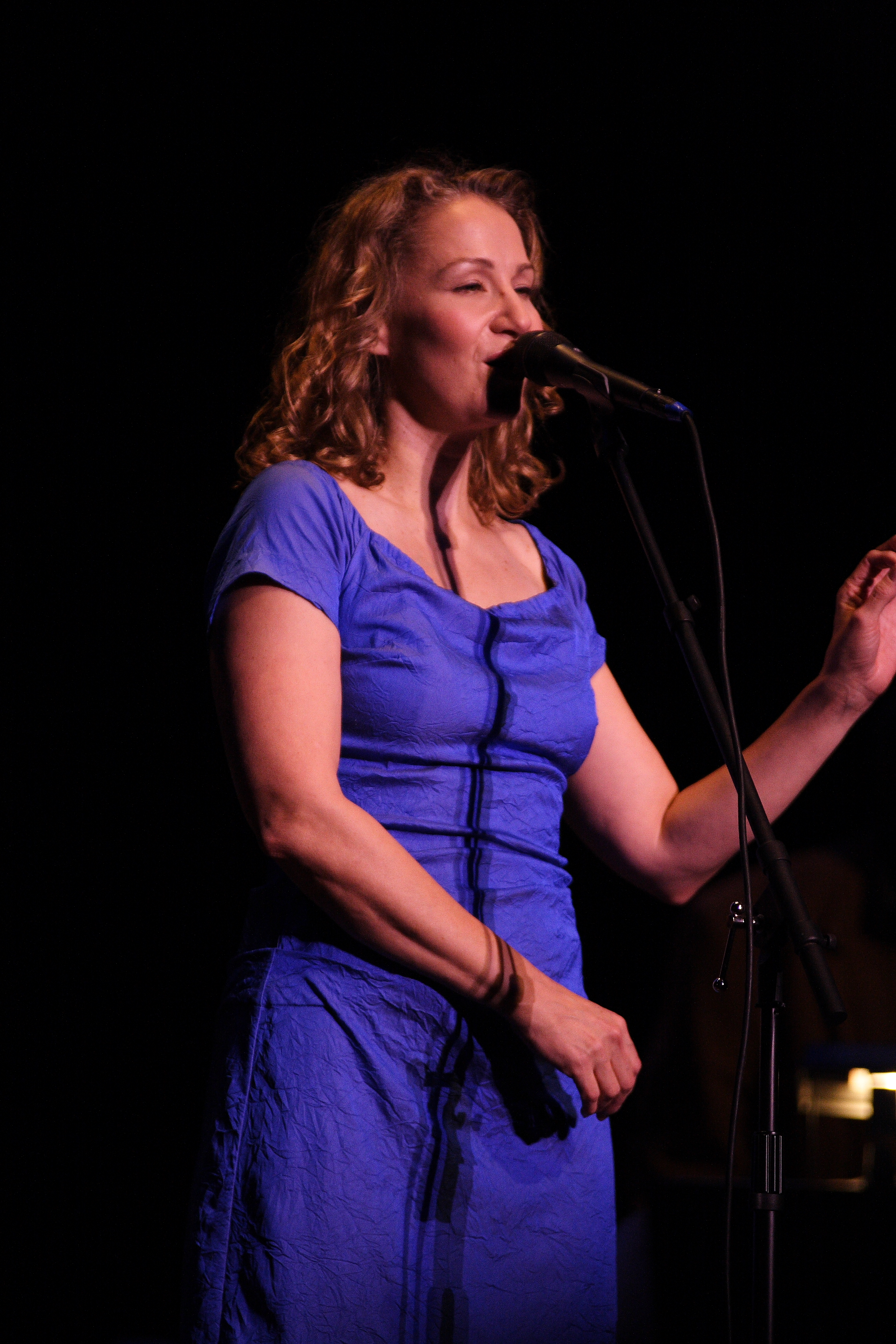
Joan Osborne

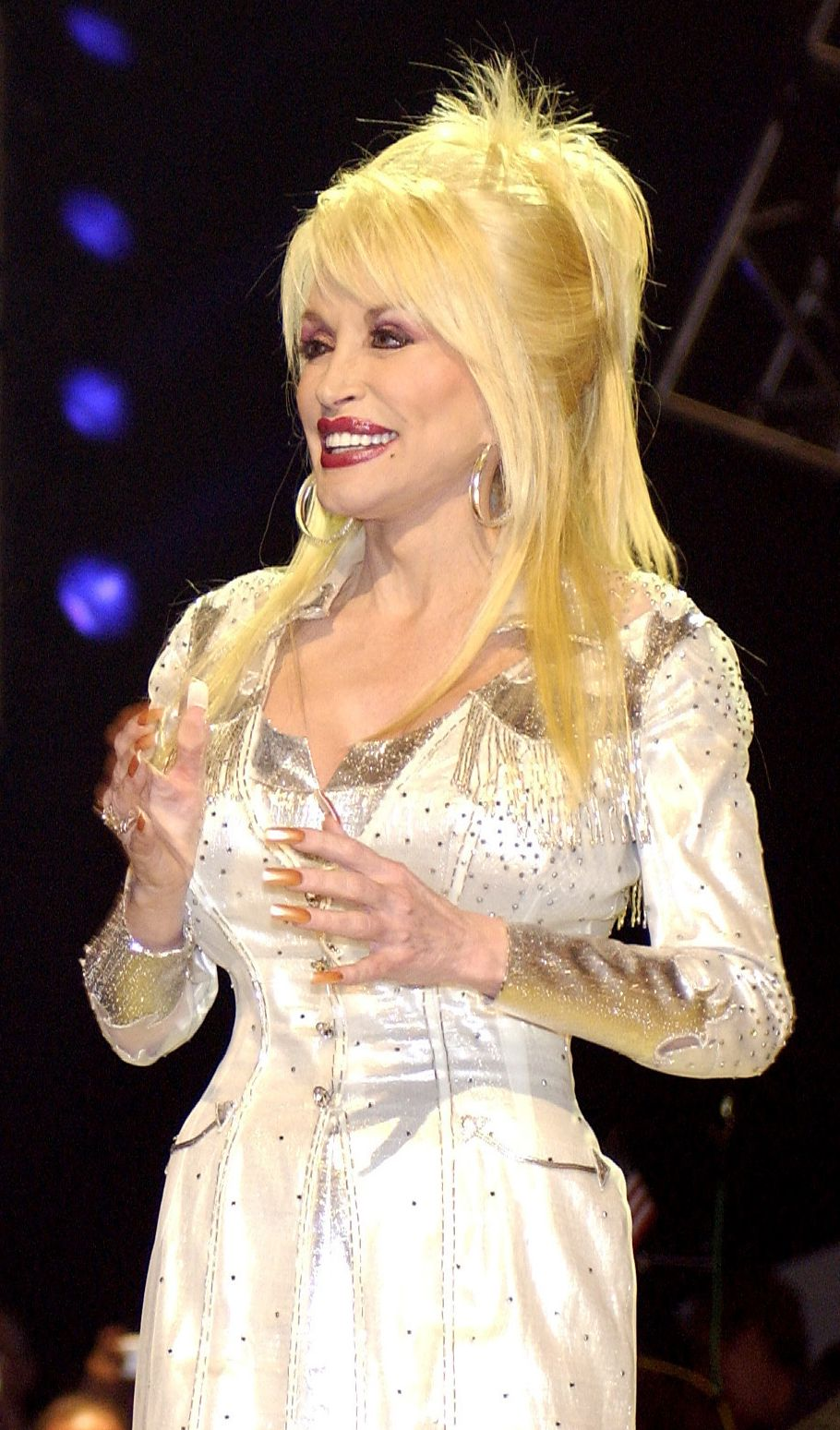
Dolly Parton

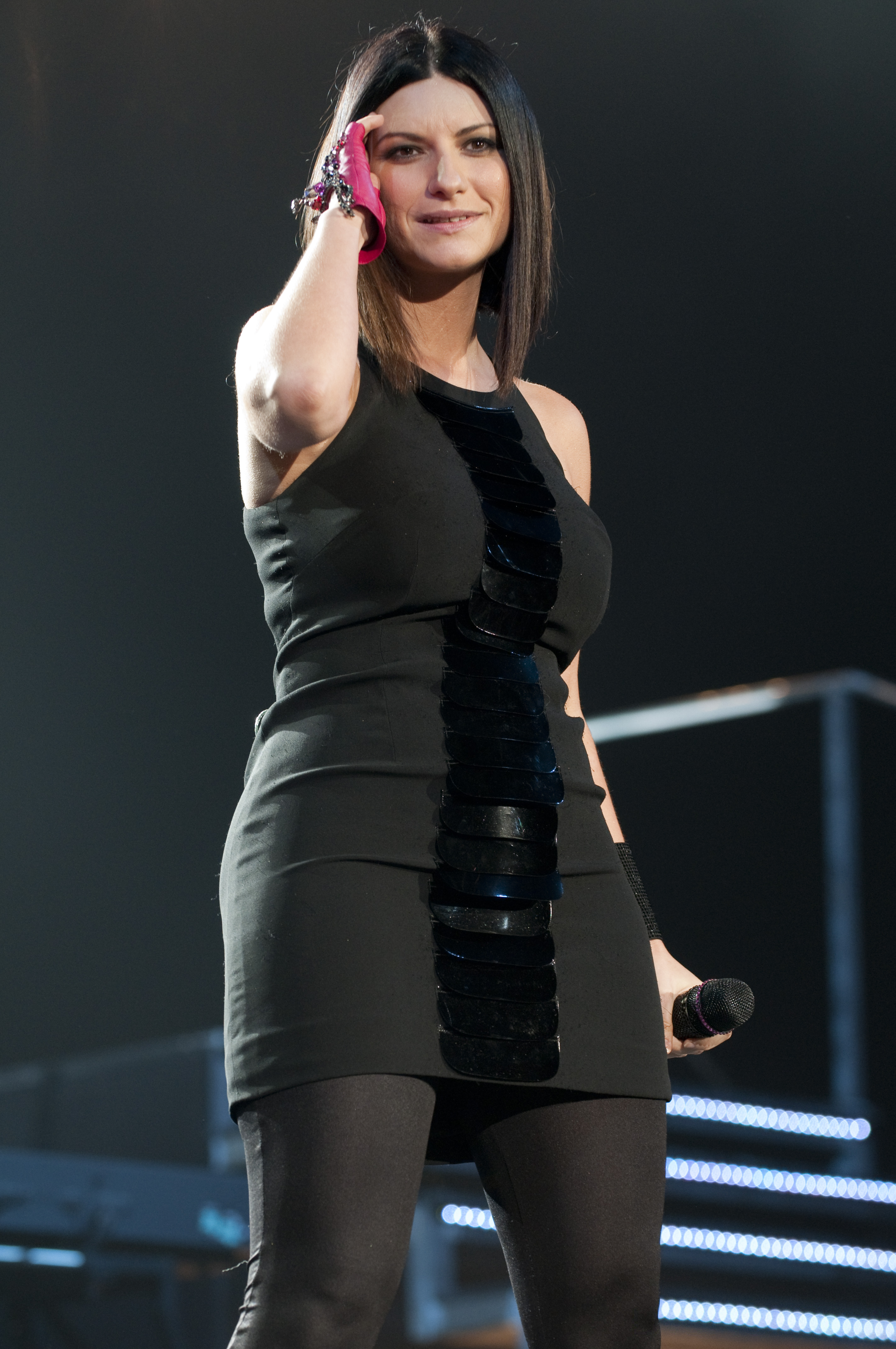
Laura Pausini

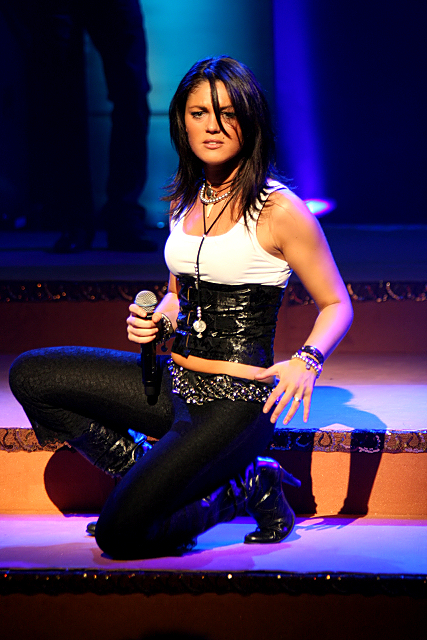
Belle Pérez

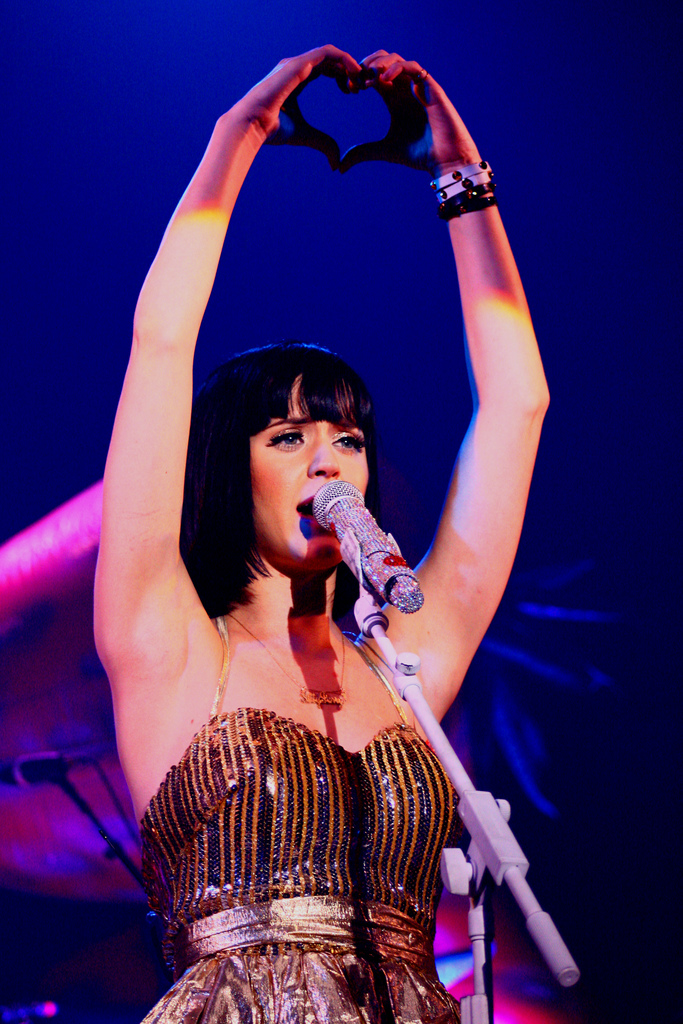
Katy Perry

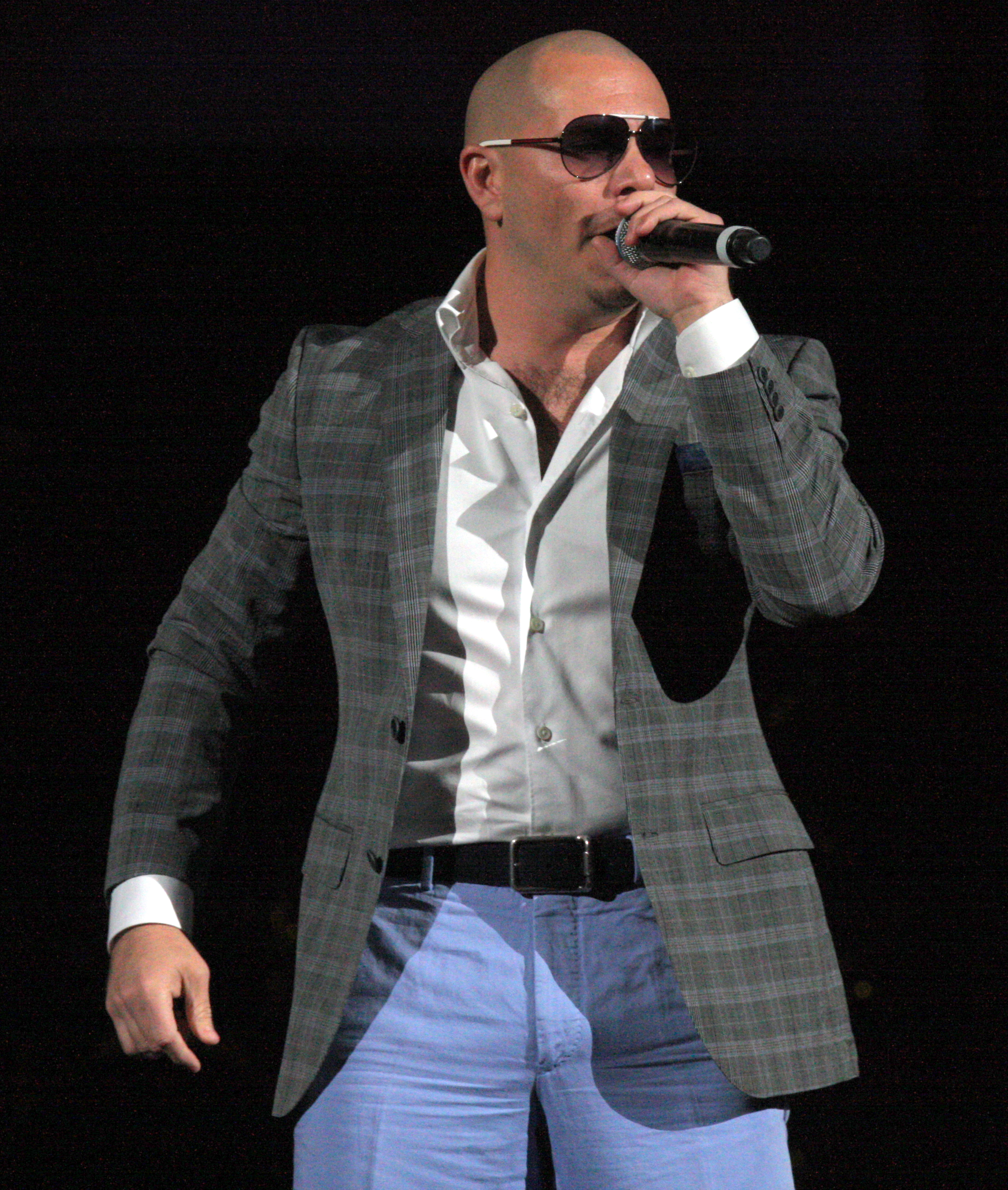
Pitbull

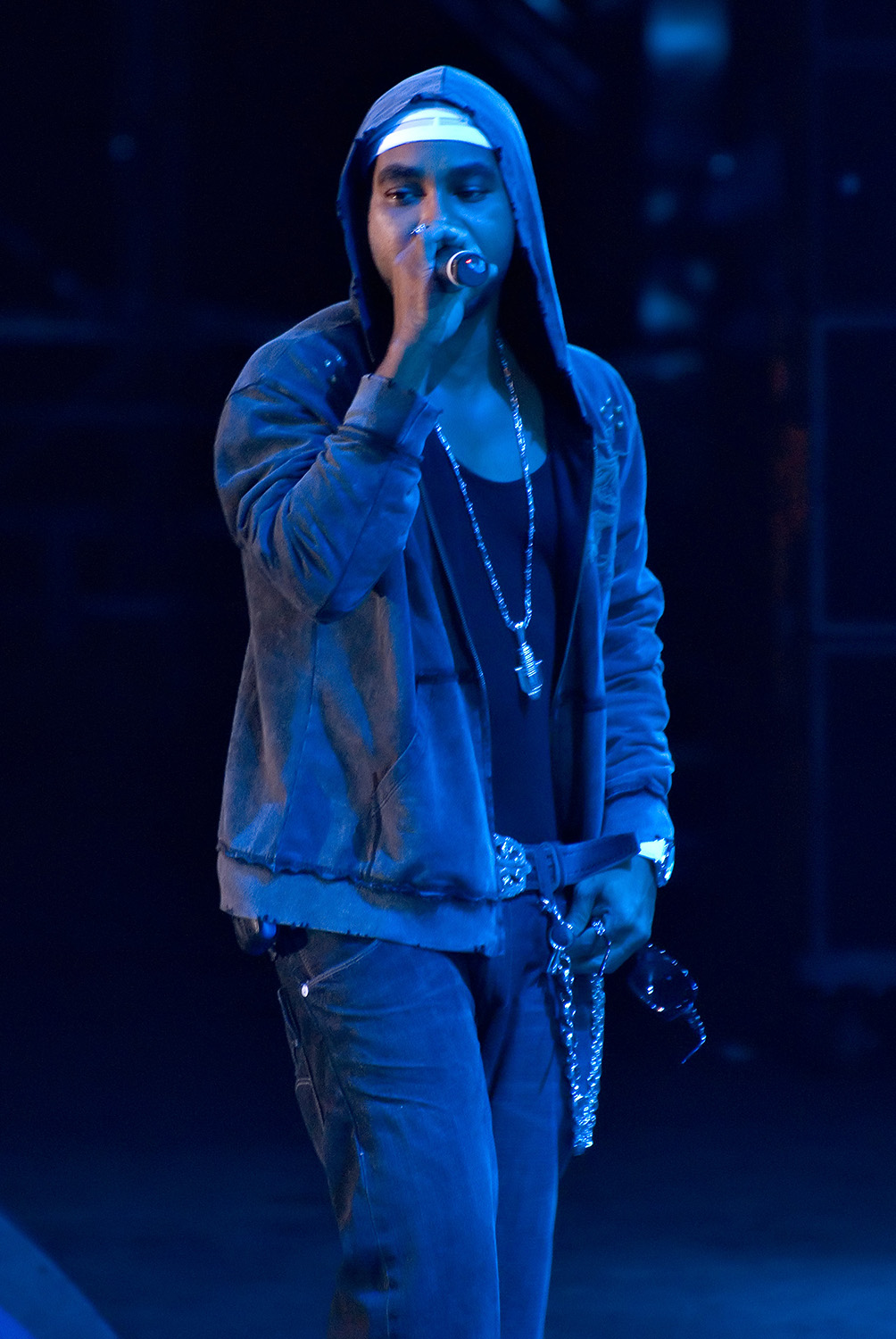
Rayvon

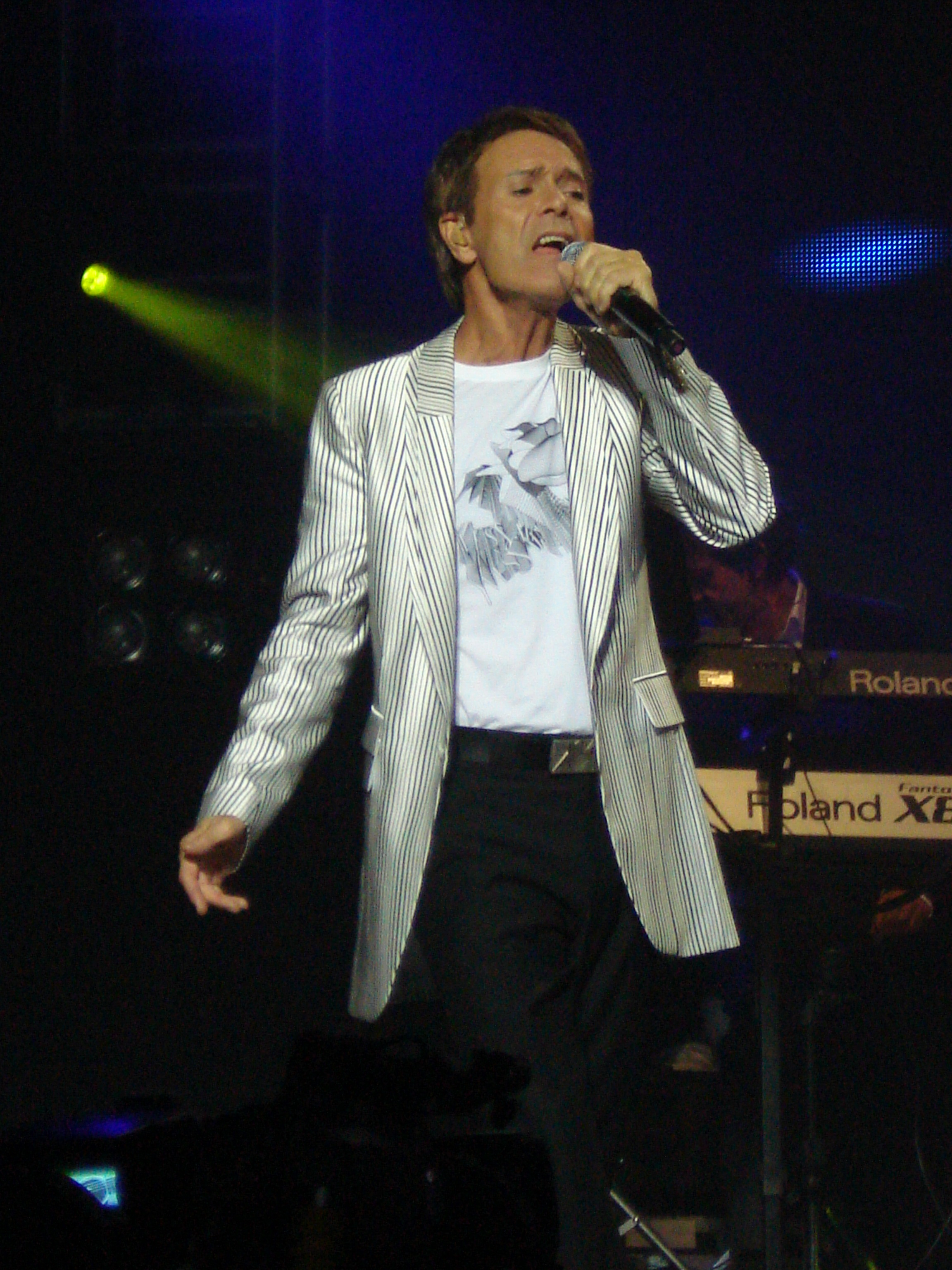
Cliff Richard

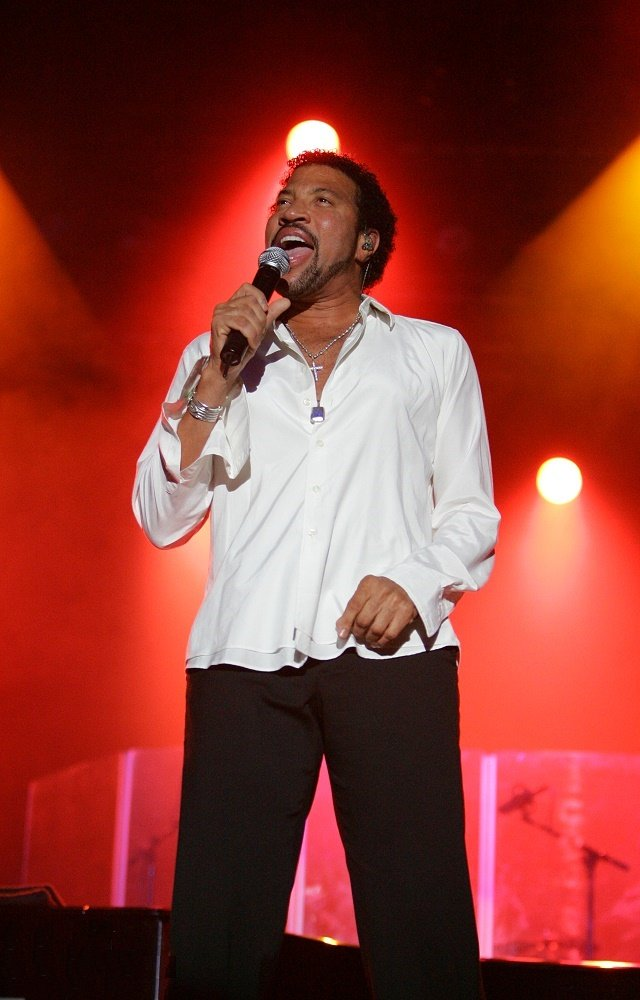
Lionel Richie

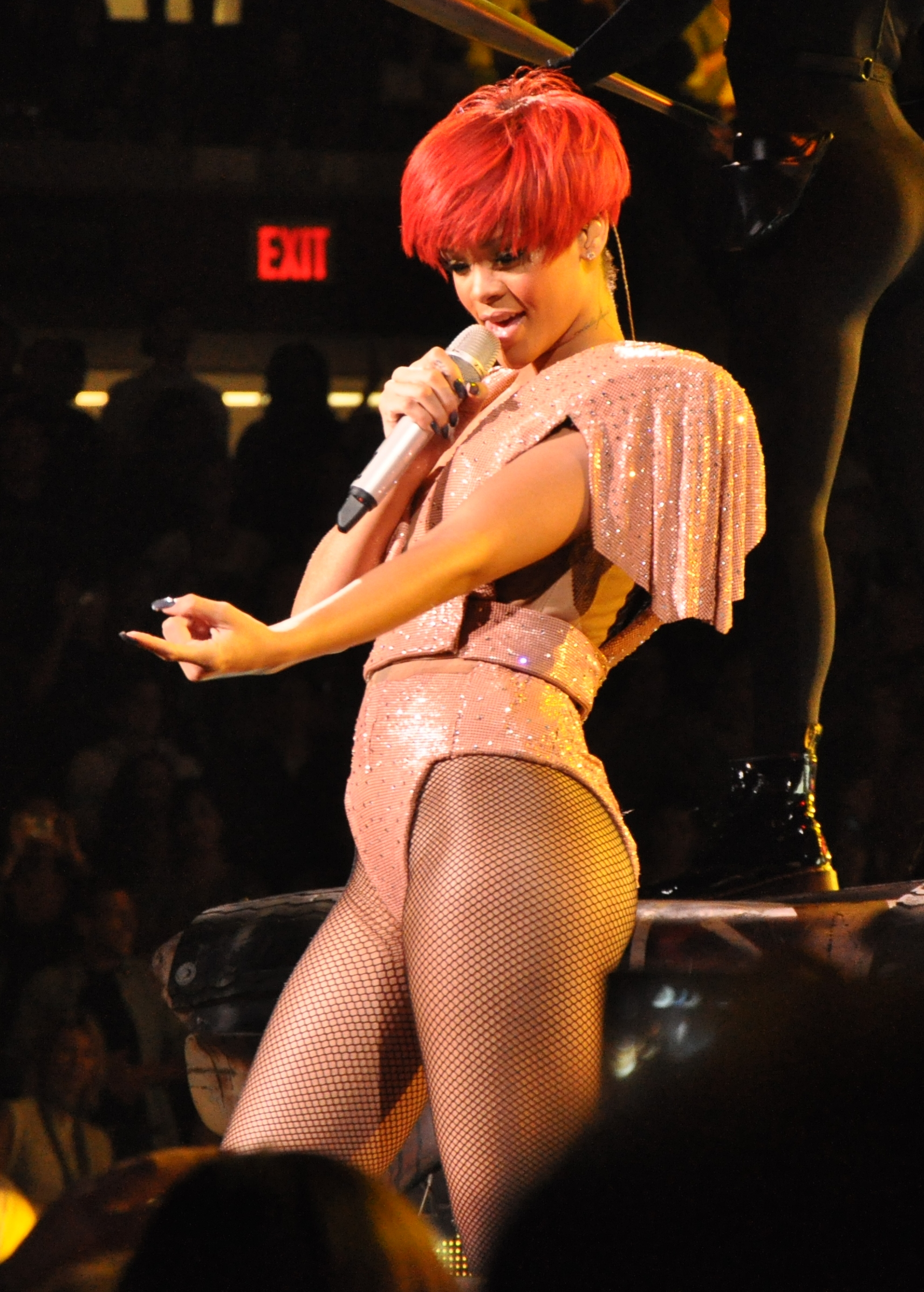
Rihanna

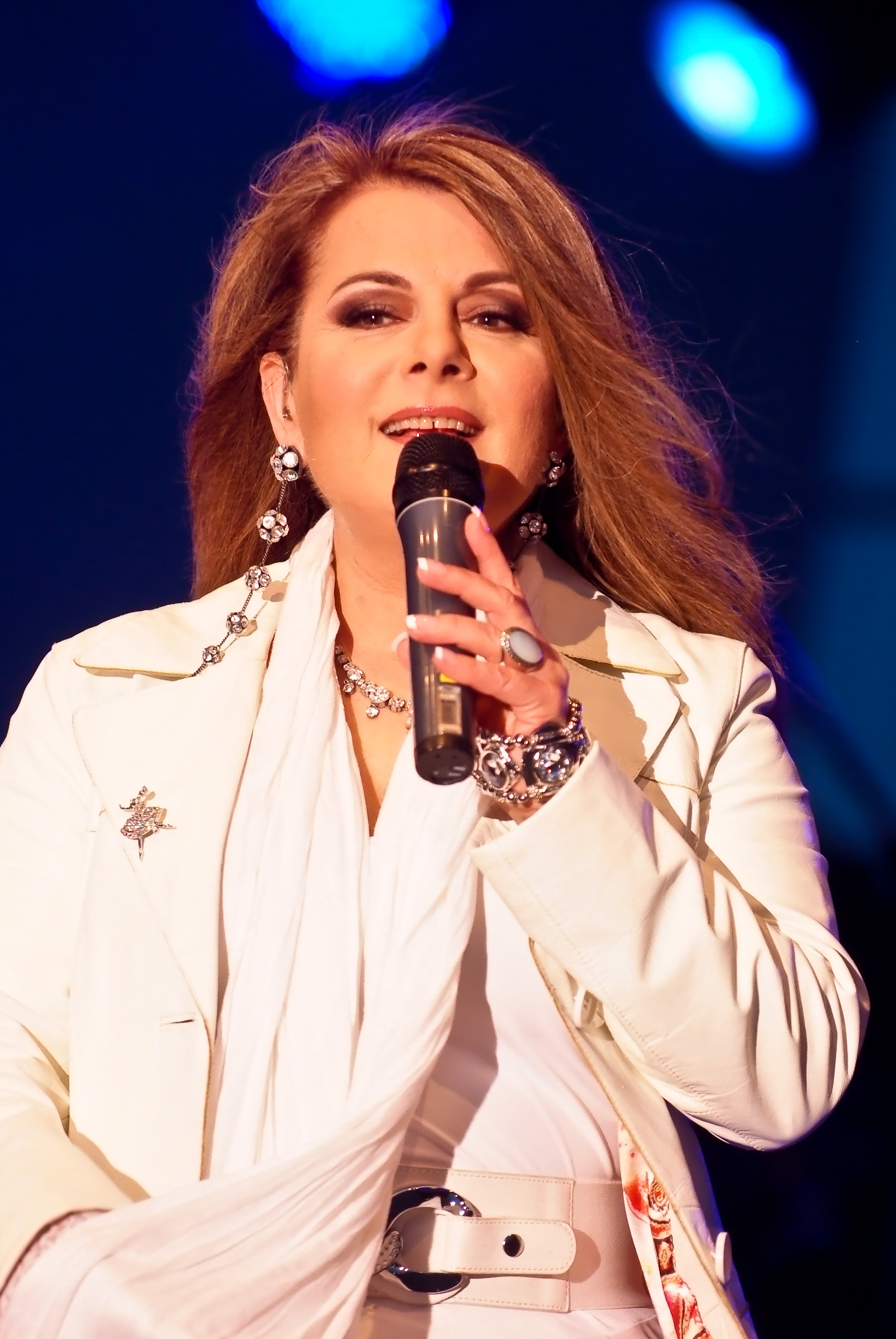
Marianne Rosenberg

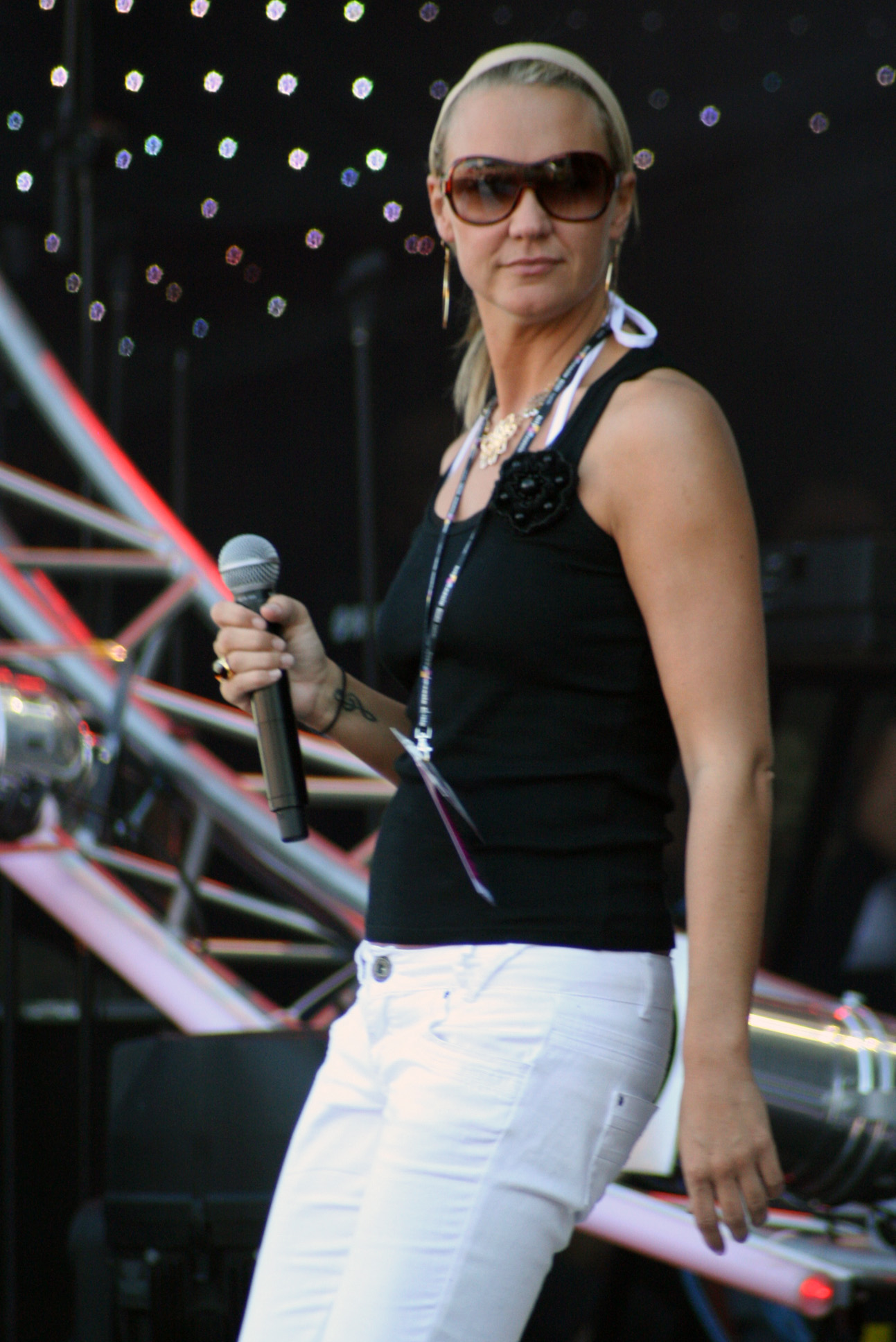
Kate Ryan

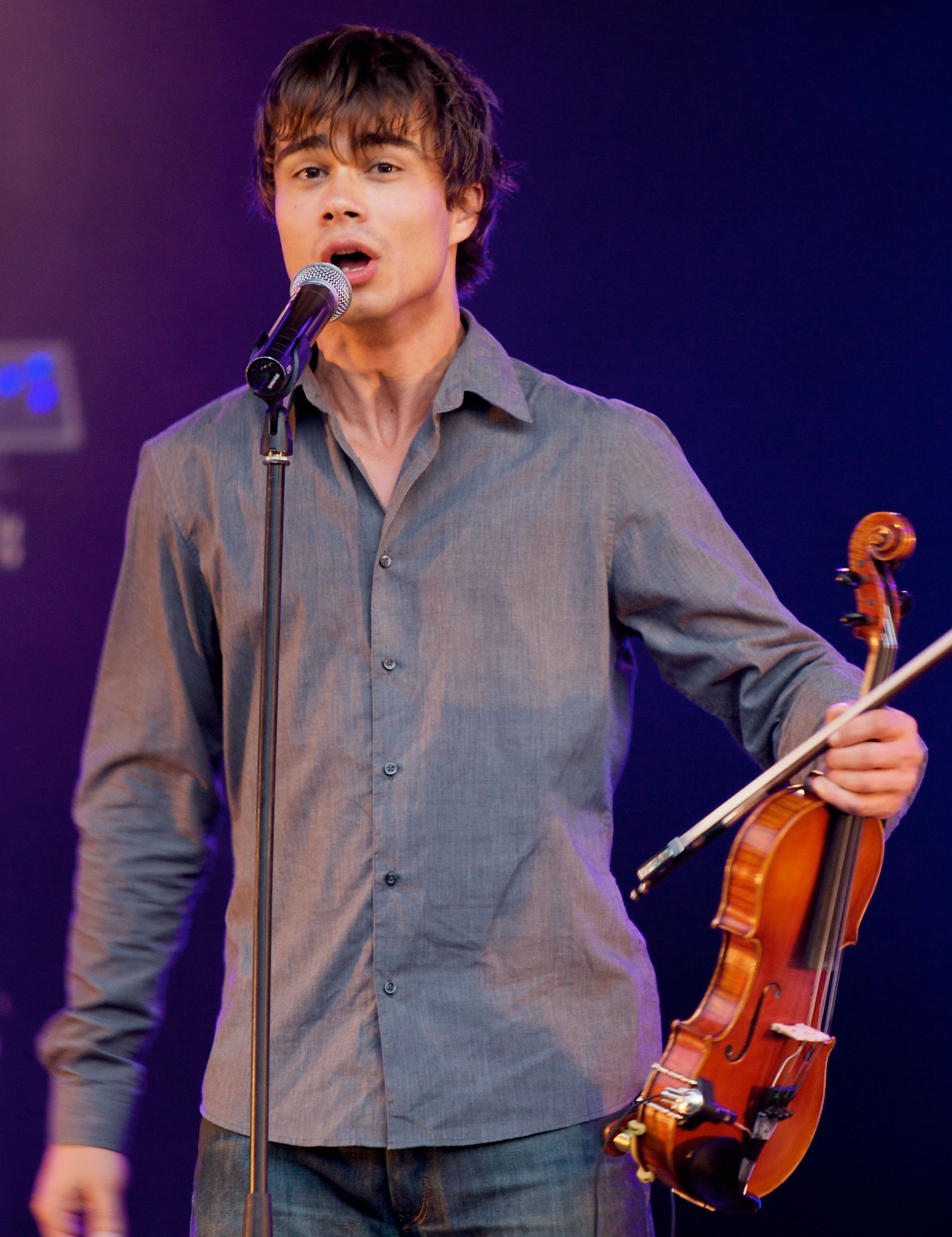
Alexander Rybak

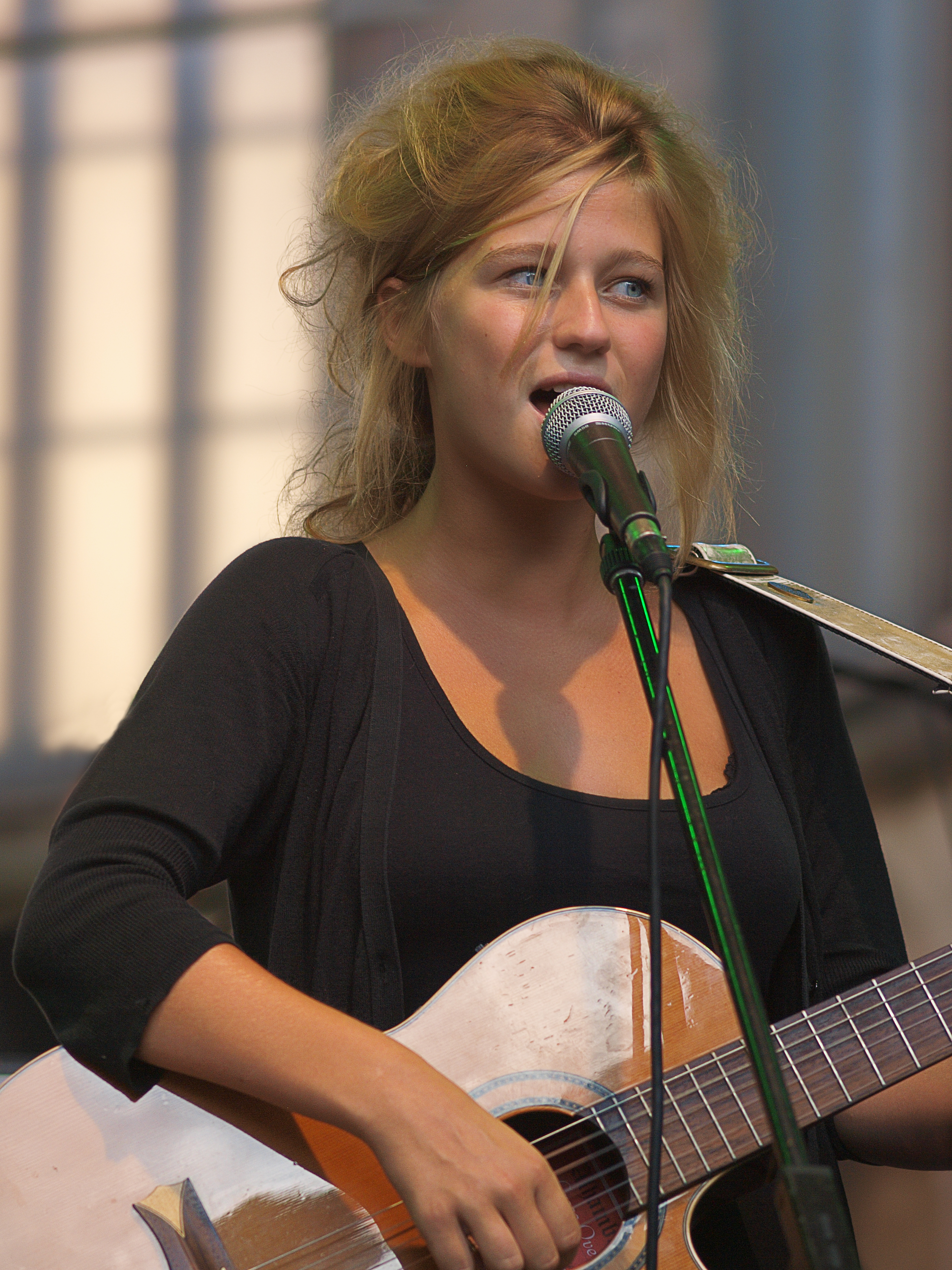
Selah Sue

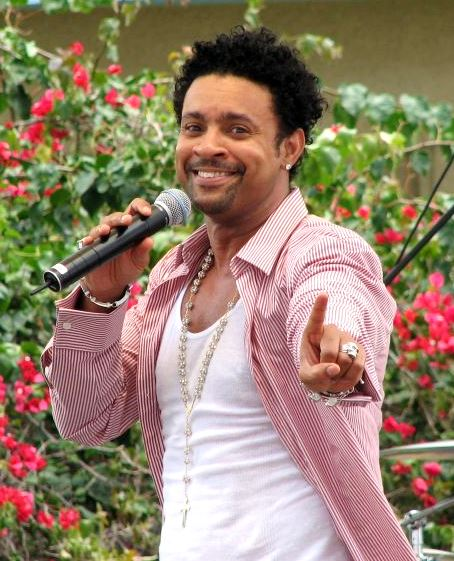
Shaggy

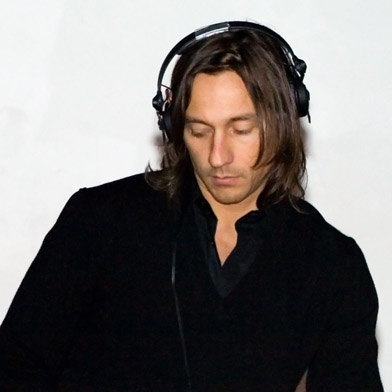
Bob Sinclar

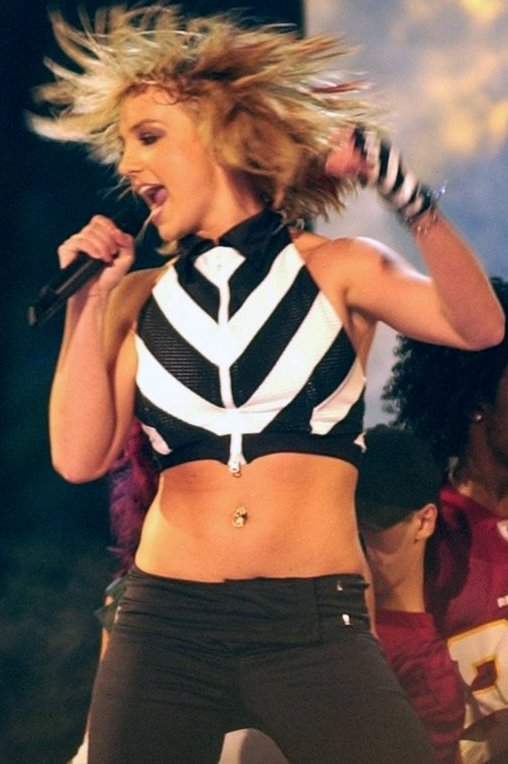
Britney Spears

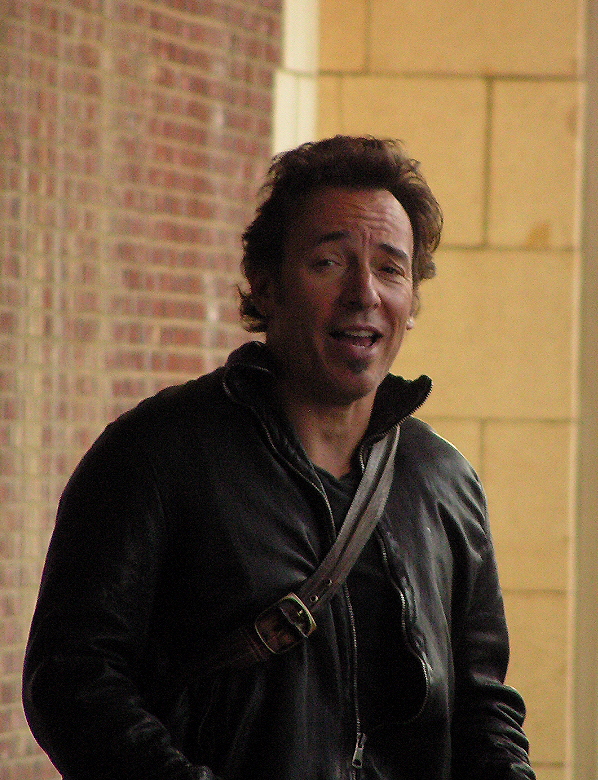
Bruce Springsteen

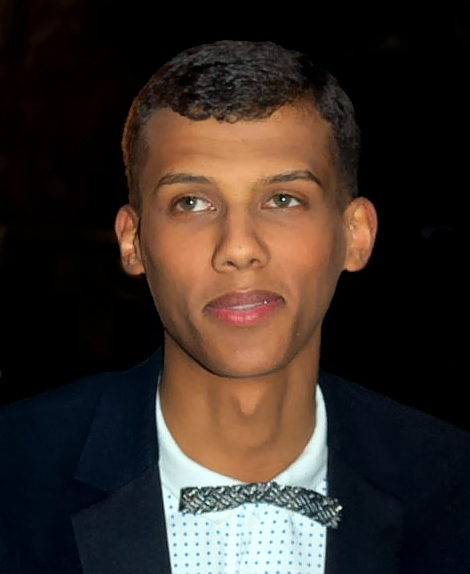
Stromae

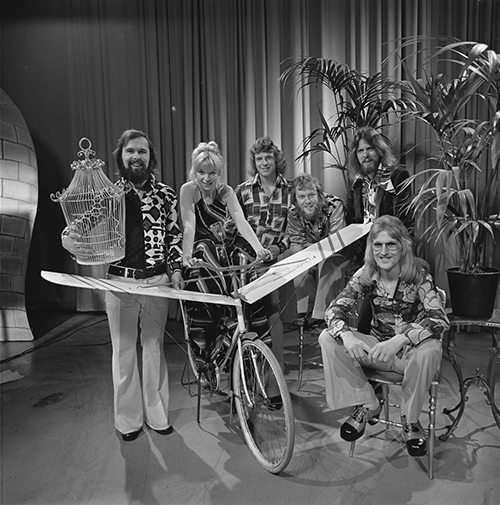
Teach-In

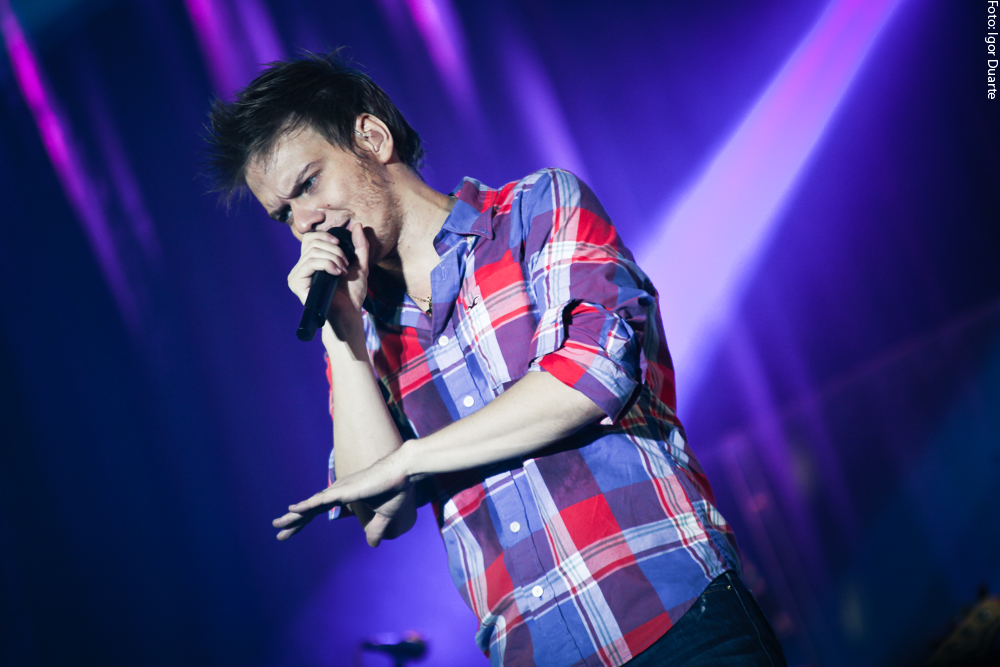
Michel Teló

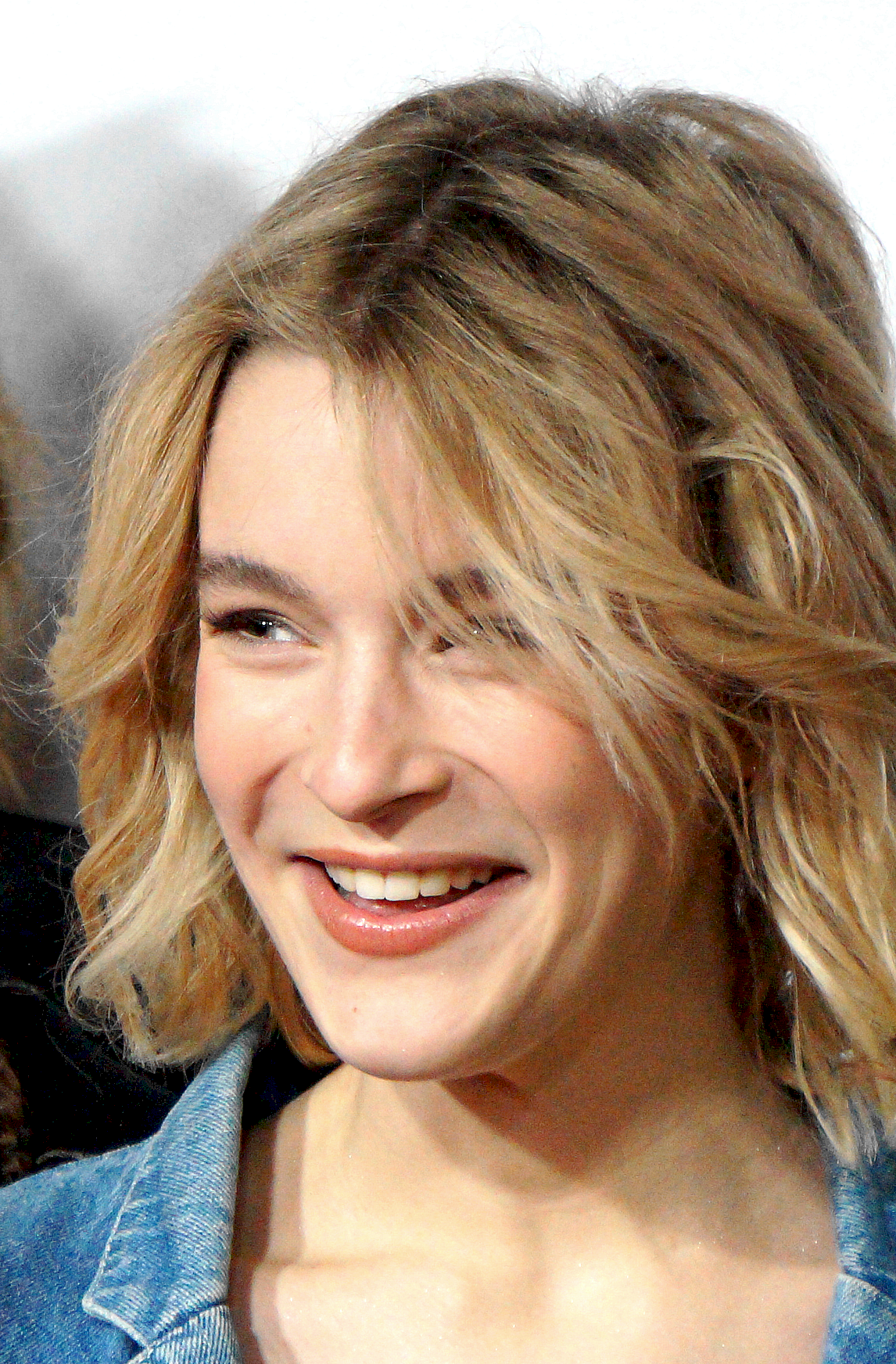
Pommelien Thijs

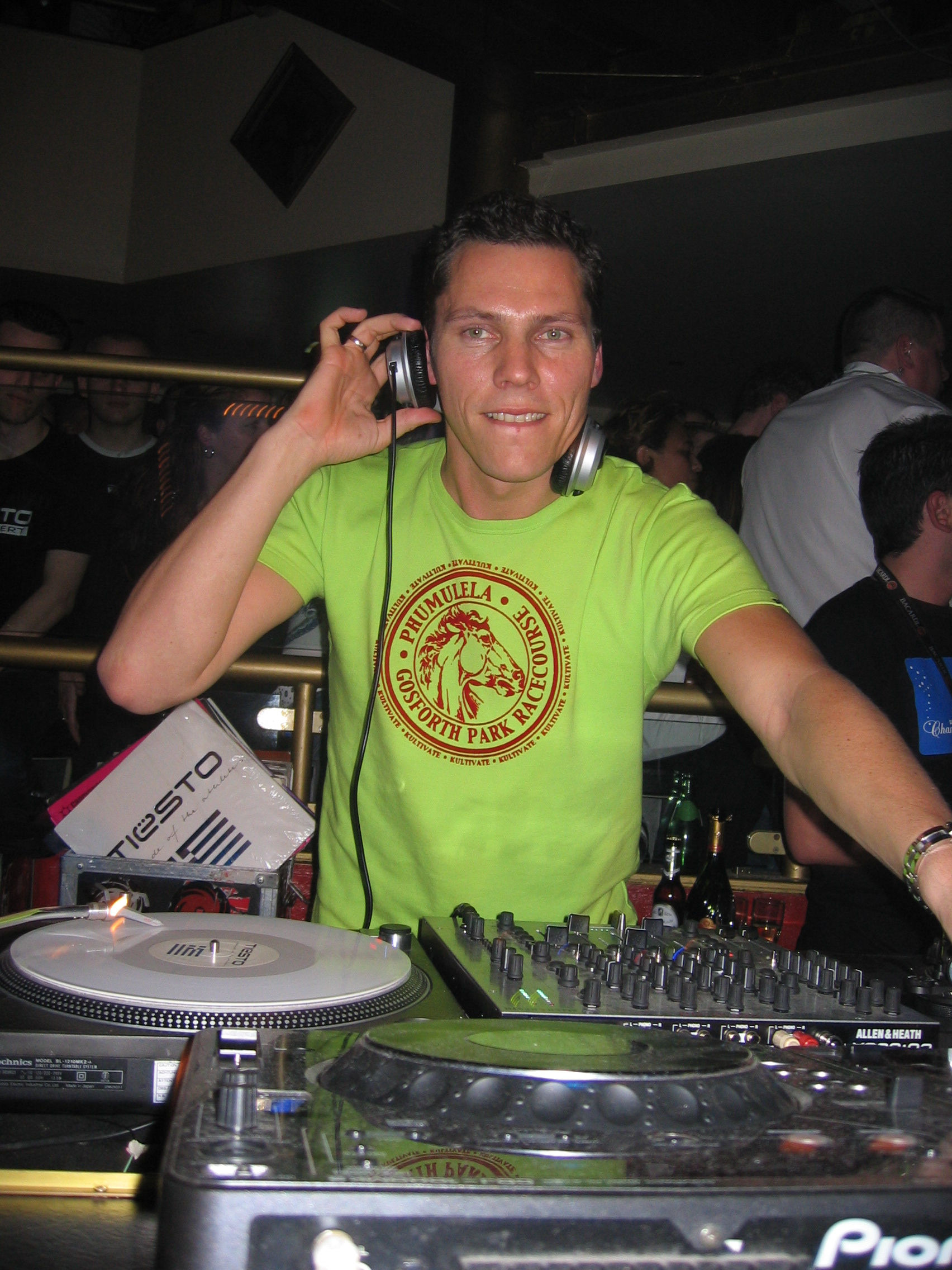
Tiësto

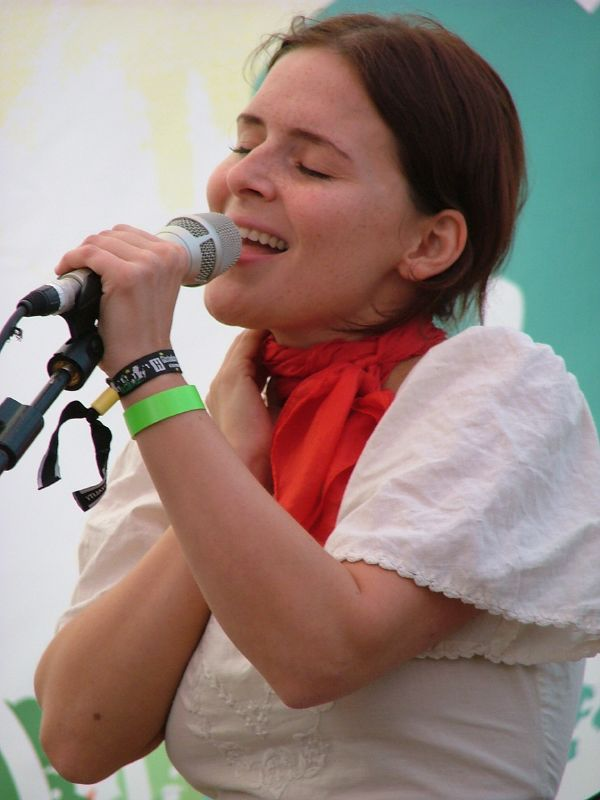
Emilíana Torrini

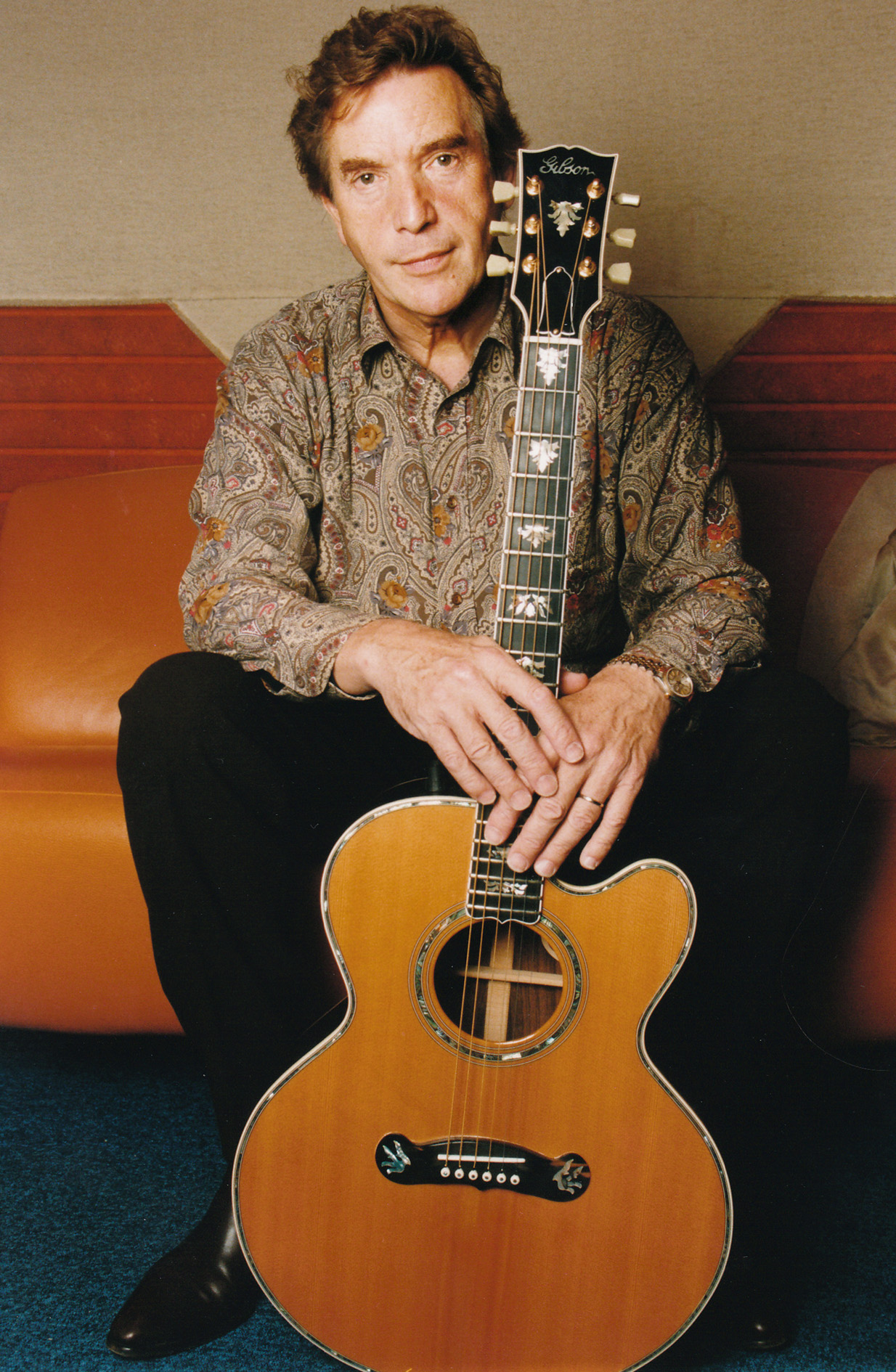
Will Tura

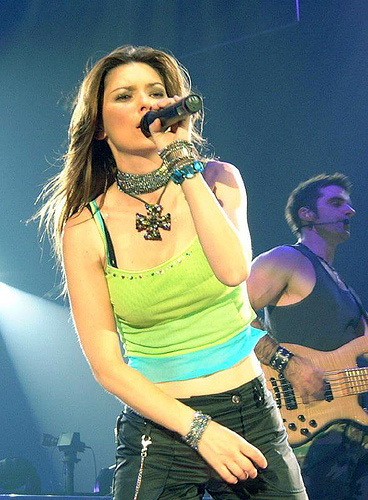
Shania Twain

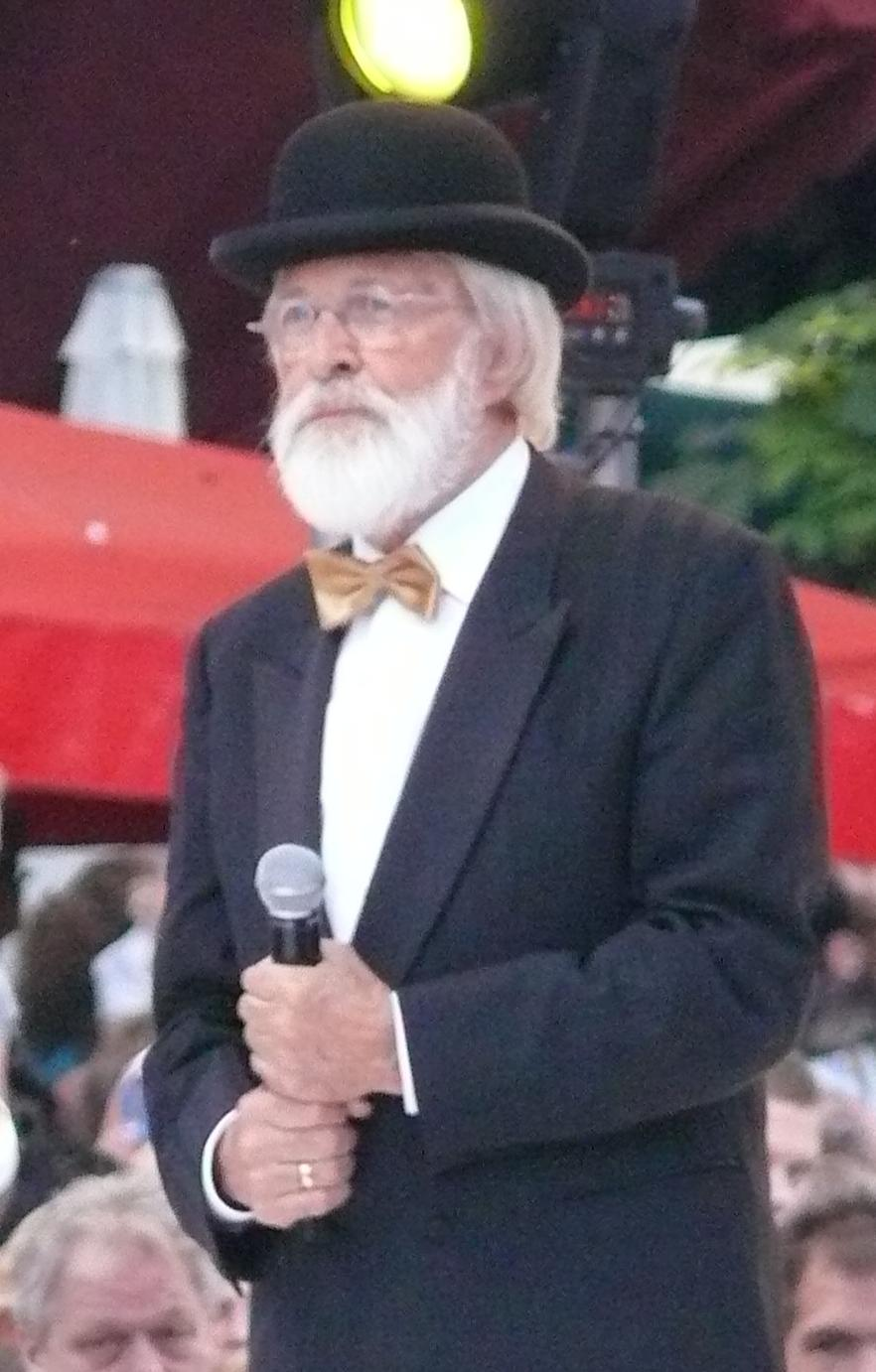
Vader Abraham

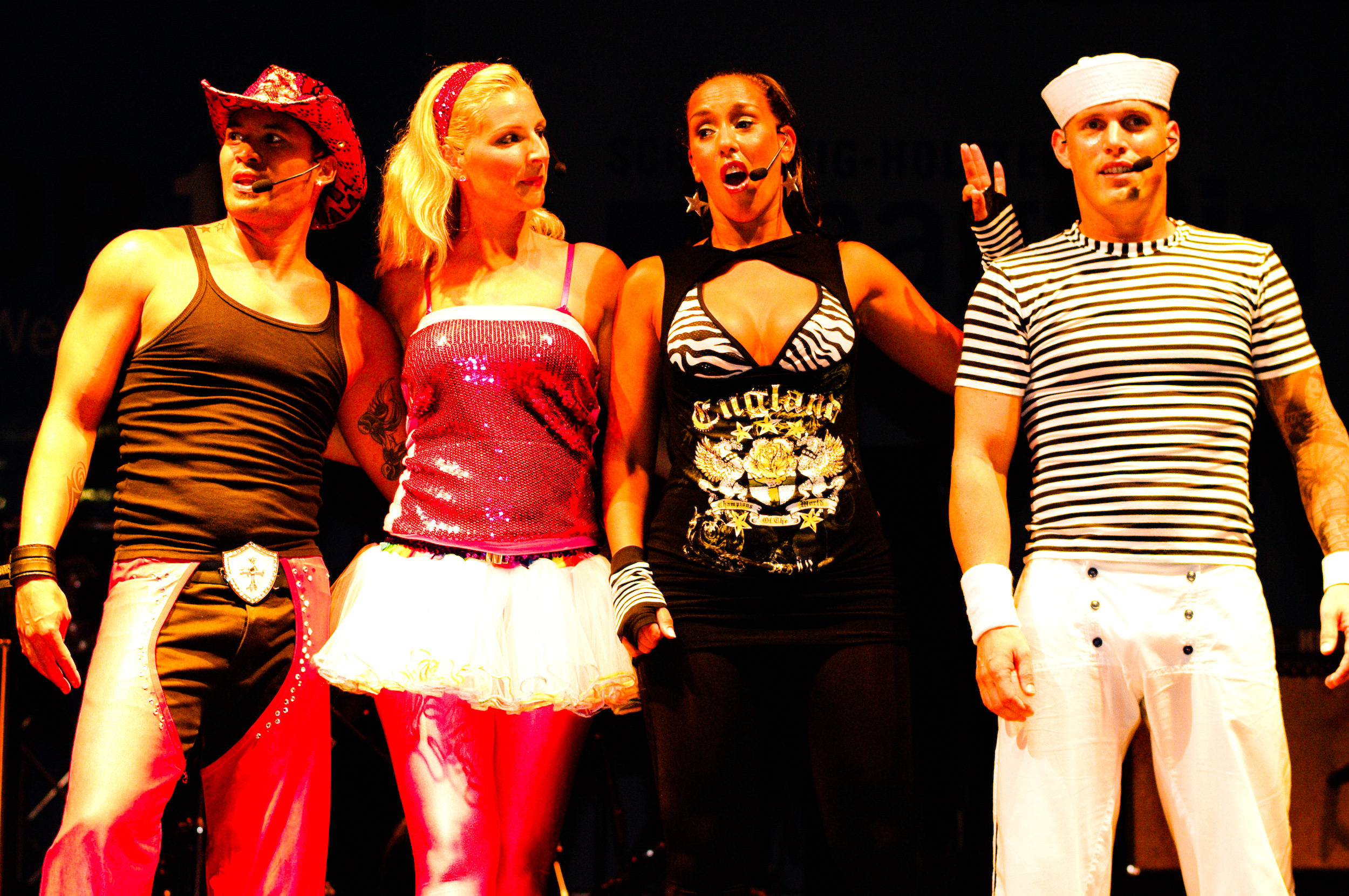
Vengaboys

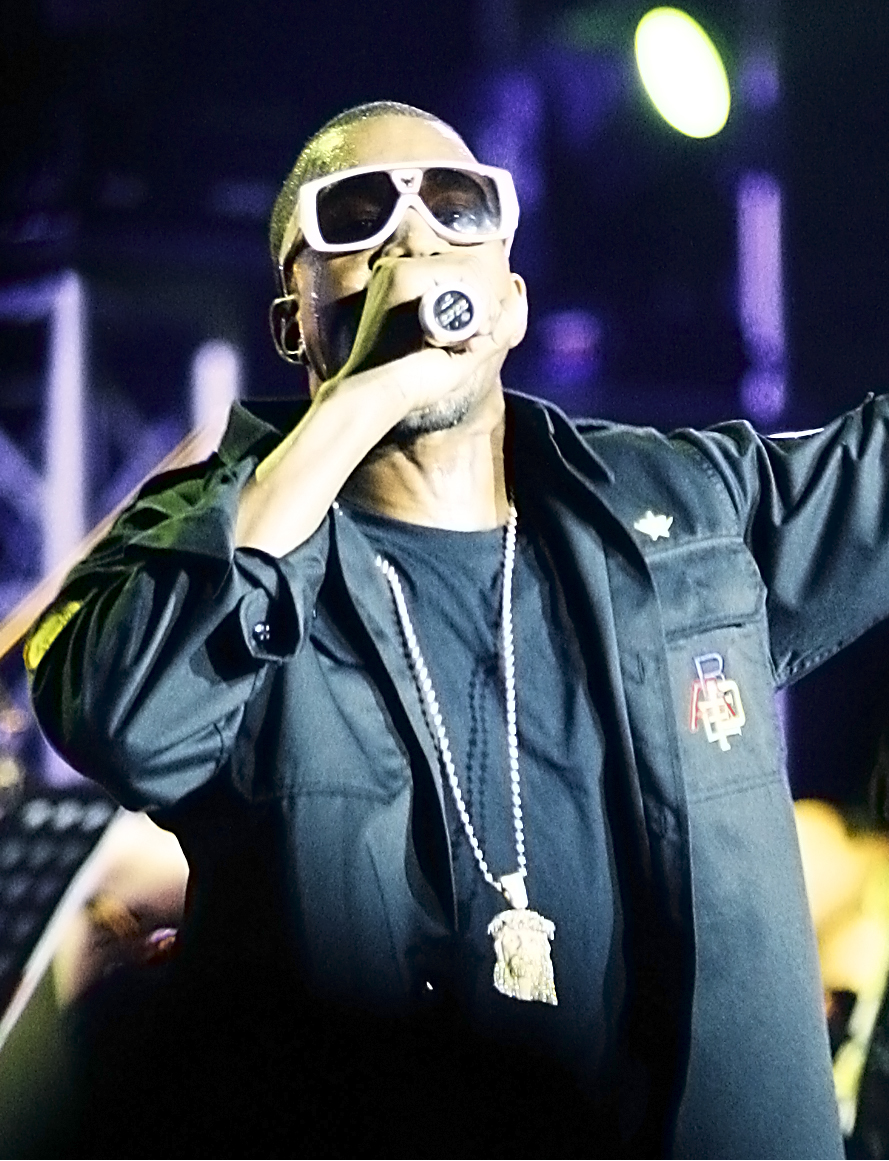
Kanye West

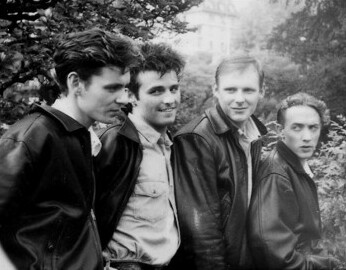
Wet Wet Wet

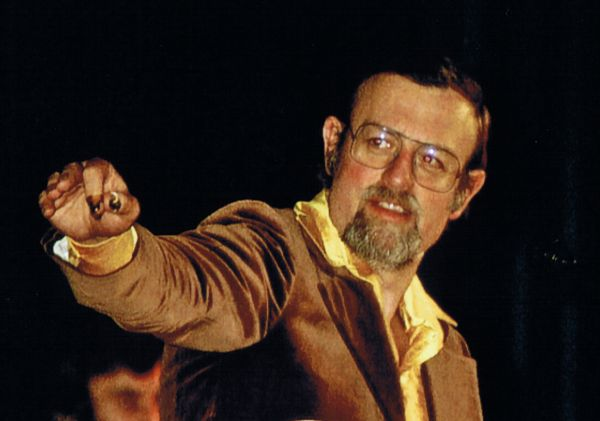
Roger Whittaker

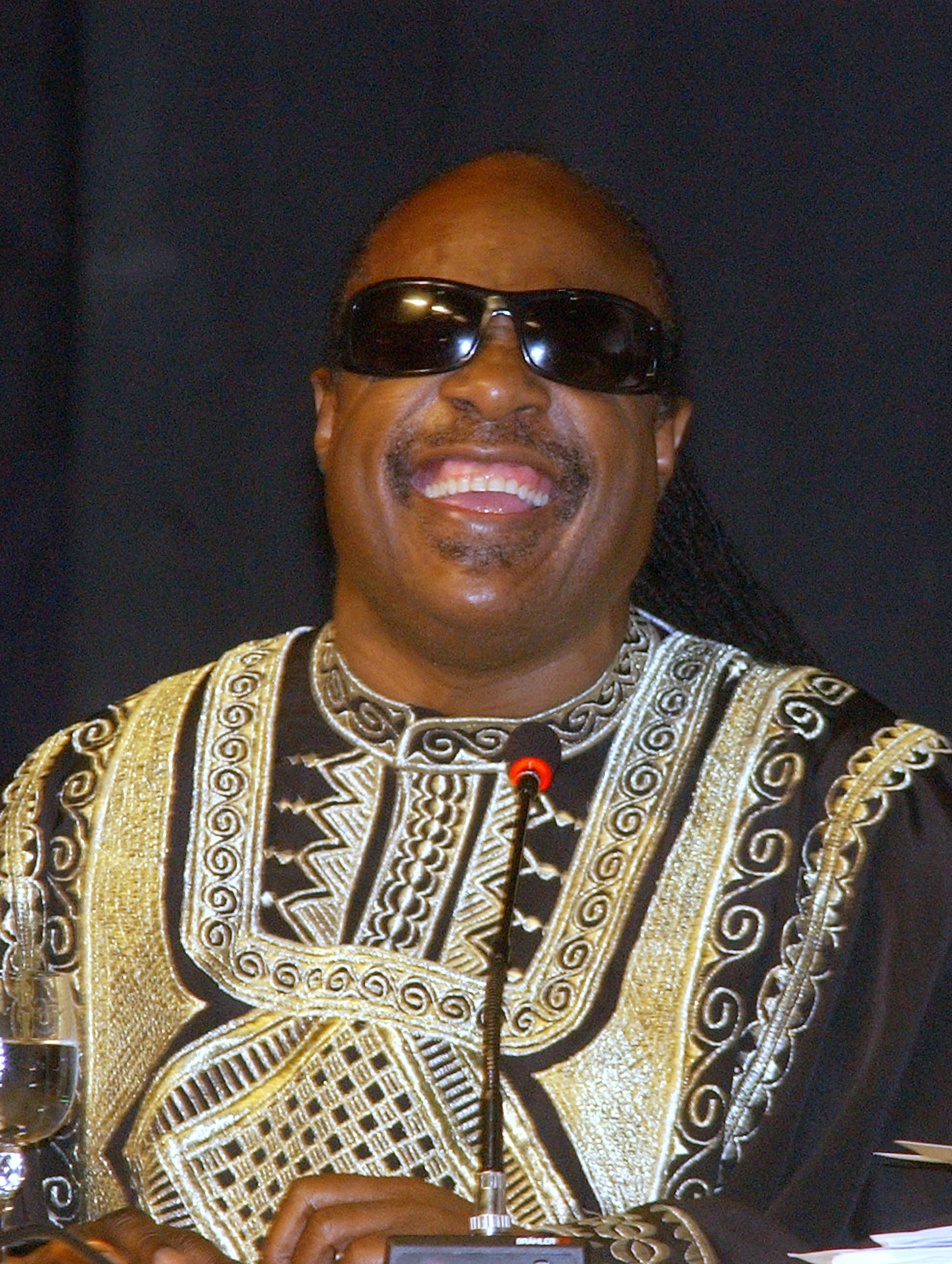
Stevie Wonder

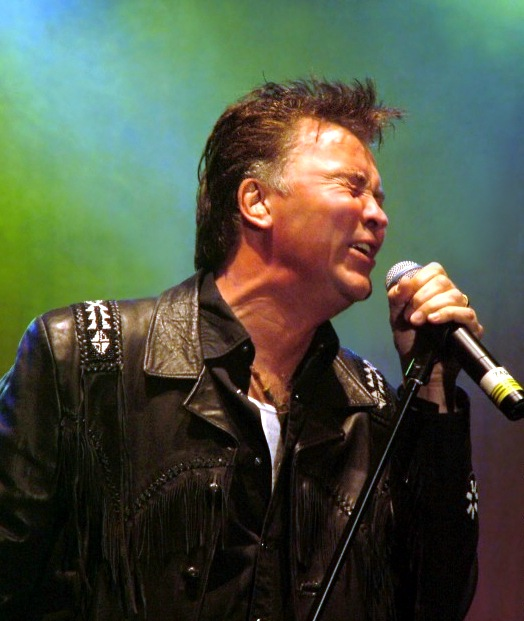
Paul Young

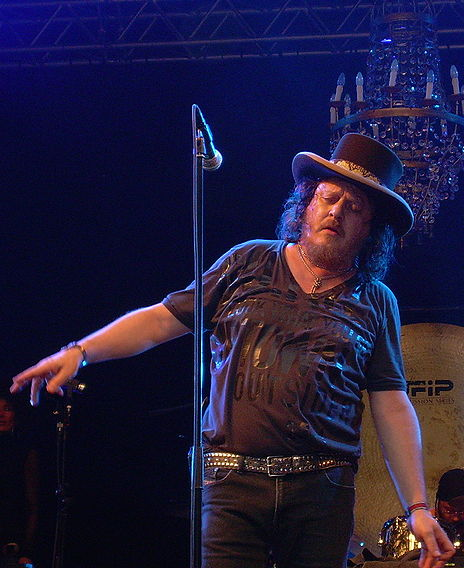
Zucchero

Dit is een lijst van hits die tot en met 25 maart 1995 op nummer 1 in de BRT Top 30 en vanaf 1 april 1995 op nummer 1 in de Ultratop 50 hebben gestaan. Deze lijst is gerangschikt naar uitvoerend artiest.

## 0-9
10cc
- Dreadlock Holiday

112
- I'll Be Missing You (met Puff Daddy en Faith Evans)
- Dance with Me

2 Chainz
- Talk Dirty (met Jason Derülo)

2 Fabiola
- Lift U Up

2 Unlimited
- No Limit

4 Non Blondes
- What's Up?

50 Cent
- Candy Shop (met Olivia)

5000 Volts
- I'm on Fire

## A
a-ha
- Take On Me

ABBA
- Ring Ring (als Björn, Benny, Anna & Frida)
- Waterloo
- SOS
- Fernando
- Dancing Queen
- Money, Money, Money
- Take a Chance on Me
- Eagle
- Chiquitita
- Does Your Mother Know
- Voulez-Vous
- Gimme! Gimme! Gimme! (A Man After Midnight)
- I Have a Dream
- The Winner Takes It All
- Super Trouper
- One of Us

Absynthe Minded
- Envoi

Ace of Base
- All That She Wants

Bryan Adams
- (Everything I Do) I Do It for You
- Please Forgive Me

Adamski
- Killer (met Seal)

Adele
- Rolling in the Deep
- Set Fire to the Rain
- Skyfall
- Hello
- Easy on Me

Afrojack
- Give Me Everything (met Nayer & Ne-Yo & Pitbull)

Afroman
- Because I Got High

Angèle
- Fever (met Dua Lipa)

Christina Aguilera
- Genie in a Bottle
- Say Something (met A Great Big World)

Akon
- Sexy Bitch (met David Guetta)

Alisha
- Baby Talk

Lily Allen
- Fuck You

Marc Almond
- Something's Gotten Hold of My Heart (met Gene Pitney)

Anarchic System
- Popcorn

Lynn Anderson
- Rose Garden

Aneka
- Japanese Boy

Aqua
- Barbie Girl

Louis Armstrong
- What a Wonderful World

Army of Lovers
- Crucified

Geike Arnaert
- Home (met Tom Helsen)
- Zoutelande (met Blof)

Artiesten voor Tsunami 12-12
- Geef een teken

Artists for Haiti
- We Are the World 25 for Haiti

Rick Astley
- Never Gonna Give You Up

Atomic Kitten
- Eternal Flame

Aventura
- Obsesión

Ava Max
- Sweet but Psycho

Avicii
- Wake Me Up

Asaf Avidan
- One Day / Reckoning Song (Wankelmut Rmx)

## B
Jimmy B
- Ik ben een vent

Stevie B
- Because I Love You (The Postman Song)

Babylon Zoo
- Spaceman

Baccara
- Yes Sir, I Can Boogie
- Sorry, I'm a Lady

George Baker Selection
- (Fly Away) Little Paraquayo
- Sing a Song of Love
- Paloma Blanca
- Morning Sky

Emma Bale
- Fortune Cookie

Baltimora
- Tarzan Boy

Band Aid
- Do They Know It's Christmas?

Band Aid 30
- Do They Know It's Christmas? (2014)

The Bangles
- Walk Like an Egyptian
- Eternal Flame

Tom Barman
- Zanna (met Selah Sue en The Subs)

Barry & Eileen
- If You Go

Joe Bataan
- Rap-O Clap-O

Frans Bauer
- Kom dans met mij (met Laura Lynn)
- Al duurt de nacht tot morgenvroeg (met Laura Lynn)

Robin Beck
- First Time

Lou Bega
- Mambo No. 5 (A Little Bit of...)

Pat Benatar
- Love Is a Battlefield

Lauren Bennett
- Party Rock Anthem (met GoonRock & LMFAO)

Tim Berg
- Bromance

Berlin
- Take My Breath Away

De Bewoners
- Een brief voor Kerstmis (met Walter Grootaers)

Beyoncé
- Telephone (met Lady Gaga)

Justin Bieber
- Stay

Big Ali
- Rock This Party (Everybody Dance Now) (met Bob Sinclar & Cutee-B & Dollarman & Makedah)

La Bionda
- One for You, One for Me

Aloe Blacc
- I Need a Dollar

The Black Eyed Peas
- Where Is the Love?
- Shut Up
- Pump It
- Boom Boom Pow
- I Gotta Feeling
- Meet Me Halfway
- The Time (Dirty Bit)

Blanche
- City Lights

BLØF
- Zoutelande

Blondie
- Denis

Bloodhound Gang
- The Bad Touch

James Blunt
- You're Beautiful

B.o.B
- Price Tag (met Jessie J)

The Bobbysocks
- La det swinge

Andrea Bocelli
- Con te partirò

Michael Bolton
- How Am I Supposed to Live Without You

Bomfunk MC's
- Freestyler

Bon Jovi
- Always
- It's My Life

Boney M.
- Daddy Cool
- Sunny
- Ma Baker
- Rivers of Babylon / Brown Girl in the Ring
- Hooray! Hooray! It's a Holi-Holiday

Jeroen van der Boom
- Jij bent zo

Borgeous
- Tsunami (met DVBBS)

Jada Borsato
- Samen voor altijd (met Marco Borsato & Willem Frederiks & Lange Frans & Day Ewbank & John Ewbank)

Marco Borsato
- Dromen zijn bedrog
- Lopen op het water (met Sita)
- Afscheid nemen bestaat niet
- Rood
- Samen voor altijd (met Jada Borsato & Willem Frederiks & Lange Frans & Day Ewbank & John Ewbank)

David Bowie
- Let's Dance

Boys Town Gang
- Can't Take My Eyes Off You

Brahim
- Turn the Music Up

Brainpower
- Dansplaat

Freddy Breck
- Überall auf der Welt
- Bianca

Bronski Beat
- Smalltown Boy

Brotherhood of Man
- Kiss Me Kiss Your Baby
- Save Your Kisses for Me

James Brown
- Living in America

Sam Brown
- Stop!

Bucks Fizz
- Making Your Mind Up
- The Land of Make Believe

Jive Bunny & The Mastermixers
- Swing the Mood

Chris de Burgh
- The Lady in Red

BZN
- Mon amour

## C
Glen Campbell
- Rhinestone Cowboy

Irene Cara
- Fame

Mariah Carey
- All I Want for Christmas Is You
- Without You

Raffaella Carrà
- A far l'amore comincia tu

Eric Carter
- No Stress (met Laurent Wolf)

The Cats
- Be My Day

The Chainsmokers
- Closer
- Something Just Like This

Champaign
- How 'Bout Us

Tracy Chapman
- Fast Car

Charles & Eddie
- Would I Lie to You?

Cheap Trick
- I Want You to Want Me

Chubby Checker
- Let's Twist Again
- The Twist (met Fat Boys)

Cher
- Believe

Chicago
- If You Leave Me Now

Christie
- Yellow River

Tony Christie
- (Is This the Way to) Amarillo

Christine and the Queens
- Christine

Christoff
- Een ster

Clouseau
- Vonken en vuur
- Vliegtuig

Clout
- Substitute

Cock Robin
- The Promise You Made

Cockney Rebel
- Sebastian

Coldplay
- Something Just Like This
- Higher Power

Edwyn Collins
- A Girl Like You

Phil Collins
- You Can't Hurry Love
- A Groovy Kind of Love
- Another Day in Paradise

The Communards
- Don't Leave Me This Way

Sam Cooke
- Wonderful World

Coolio
- Gangsta's Paradise (met LV)

Julie Covington
- Don't Cry for Me Argentina

The Cranberries
- Zombie

Crash Test Dummies
- Mmm Mmm Mmm Mmm

Randy Crawford
- One Day I'll Fly Away

Crazy Frog
- Axel F

Creedence Clearwater Revival
- Up Around the Bend

Culture Beat
- Mr. Vain
- Got to Get It

Culture Club
- Do You Really Want to Hurt Me
- Karma Chameleon

Alexander Curly
- Guus

Cutee-B
- Rock This Party (Everybody Dance Now) (met Bob Sinclar & Dollarman & Big Ali & Makedah)

Miley Cyrus
- Flowers

## D
Doris D & The Pins
- Shine Up

Gunther D
- Dance with the Devils

Da Boy Tommy
- Halloween
- Candyman

Puff Daddy
- I'll Be Missing You (met Faith Evans en 112)

Daft Punk
- Get Lucky (met Pharrell Williams)

Gigi D'Agostino
- La passion

Dalida
- Gigi l'amoroso

Dave
- Dansez maintenant

F.R. David
- Words

Sammy Davis jr.
- Baretta's Theme

Dawn
- Tie a Yellow Ribbon Round the Ole Oak Tree

DCUP
- We No Speak Americano (met Yolanda Be Cool)

Waldo de los Ríos
- Mozart Symphony No. 40 in G Minor KV 550 (First Movement) allegro molto

Def Dames Dope
- It's Ok, All Right
- Ain't Nothing to It

Michel Delpech
- Pour un flirt

Jason Derülo
- Talk Dirty (met 2 Chainz)

Destiny's Child
- Lose My Breath

Dexys Midnight Runners
- Come On Eileen

Neil Diamond
- Cracklin' Rosie

Tom Dice
- Me and My Guitar
- Il nous faut (met Elisa Tovati)

Dimitri Vegas & Like Mike
- The Hum (met Ummet Ozcan)
- Higher Place (met Ne-Yo)
- Hey Baby

Céline Dion
- Think Twice
- It's All Coming Back to Me Now
- My Heart Will Go On
- I Drove All Night

Dire Straits
- Private Investigations

Beth Ditto
- Running Low (met Netsky)

Dizzy Man's Band
- Tickatoo

DJ Peter Project
- 2 New York

DJ Visage
- Formula

DÖF
- Codo ... düse im Sauseschritt

Joe Dolce
- Shaddap You Face

Dollarman
- Rock This Party (Everybody Dance Now) (met Bob Sinclar & Cutee-B & Big Ali & Makedah)

Fats Domino
- Blueberry Hill

Jason Donovan
- Sealed with a Kiss

Dotan
- Home

Double Vision
- Knockin'

Double You
- Please Don't Go

Carl Douglas
- Kung Fu Fighting

Dr. Alban
- It's My Life

Drake
- One Dance

Dragonette
- Hello (met Martin Solveig)

Dream Express
- A Million in One, Two, Three

Duck Sauce
- Barbra Streisand

Candy Dulfer
- Lily Was Here (met David A. Stewart)

Dua Lipa
- Be the One
- New Rules
- One Kiss (met Calvin Harris)
- Fever (met Angèle)
- Dance the Night
- Houdini

Duran Duran
- The Reflex
- A View to a Kill

DVBBS
- Tsunami (met Borgeous)

Dynamite
- De pizza dans (met Robsnob)

Joey Dyser
- 100 Years

## E
Eamon
- Fuck It (I Don't Want You Back)

Earth & Fire
- Weekend

Editors
- No Sound But the Wind (live)
- Papillon

Eiffel 65
- Blue (Da Ba Dee)

Electric Light Orchestra
- Xanadu (met Olivia Newton-John)

Emilia
- Big Big World

Eminem
- Lose Yourself
- Love the Way You Lie (met Rihanna)
- The Monster (met Rihanna)

Enigma
- Sadeness (Part I)

Enya
- Orinoco Flow (Sail Away)

Eruption
- I Can't Stand the Rain

Gloria Estefan
- Can't Stay Away from You (met Miami Sound Machine)

Estelle
- American Boy (met Kanye West)

Europe
- The Final Countdown

Faith Evans
- I'll Be Missing You (met Puff Daddy en 112)

Eve
- Let Me Blow Ya Mind (met Gwen Stefani)

Peter Evrard
- For You

George Ezra
- Shotgun

## F
Agnetha Fältskog
- Wrap Your Arms Around Me

Georgie Fame
- Rosetta (met Alan Price)

Fat Boys
- The Twist (met Chubby Checker)

Scott Fitzgerald
- If I Had Words (met Yvonne Keeley)

Fixkes
- Kvraagetaan

Fleetwood Mac
- Go Your Own Way
- Everywhere

Luis Fonsi
- Despacito

Samantha Fox
- I Only Wanna Be with You

Peter Frampton
- Show Me the Way (live)

DJ F.R.A.N.K.
- Discotex! (Yah!)

Frankie Goes to Hollywood
- Two Tribes

Aretha Franklin
- I Knew You Were Waiting (for Me) (met George Michael)

Joeri Fransen
- Ya 'bout to Find Out

Freestylers
- Push Up

Freshlyground
- Waka Waka (This Time for Africa) (met Shakira)

Jimmy Frey
- Rozen voor Sandra

Frida
- I Know There's Something Going On

Fugees
- Killing Me Softly

Fun Fun
- Happy Station

Funky Green Dogs
- Fired Up!

Nelly Furtado
- All Good Things (Come to an End)

## G
Lady Gaga
- Poker Face
- Telephone (met Beyoncé)
- Born This Way
- Die with a Smile (met Bruno Mars)

Gala
- Freed from Desire
- Let a Boy Cry

Art Garfunkel
- Bright Eyes

Siedah Garrett
- I Just Can't Stop Loving You (met Michael Jackson)

Martin Garrix
- Animals

Genesis
- I Can't Dance

Gibson Brothers
- Non-Stop Dance
- Que sera mi vida (If you should go)

Jim Gilstrap
- Swing Your Daddy

Roger Glover and Guests
- Love Is All

Golden Earring
- Back Home
- When the Lady Smiles

Gompie
- Alice, Who the X Is Alice? (Living Next Door to Alice)

Good Shape
- Give Me Fire
- King of Your Heart

Goombay Dance Band
- Sun of Jamaica

GoonRock
- Party Rock Anthem (met Lauren Bennett & LMFAO)

Gotye
- Somebody That I Used to Know (met Kimbra)

Lukas Graham
- 7 Years

Rocco Granata & The Carnations
- Marina

Eddy Grant
- I Don't Wanna Dance
- Gimme Hope Jo'anna

A Great Big World
- Say Something (met Christina Aguilera)

Jesse Green
- Nice and Slow

Norman Greenbaum
- Spirit in the Sky

Walter Grootaers
- Leef (met Mozaïek)
- Een brief voor Kerstmis (met De Bewoners)

David Guetta
- Sexy Bitch (met Akon)
- I'm Good (Blue) (met Bebe Rexha)

Guns N' Roses
- Knockin' on Heaven's Door

Guru Josh
- Infinity

Guru Josh Project
- Infinity 2008

Guys 'n' Dolls
- You're My World

## H
Haddaway
- What Is Love

Hadise
- Düm Tek Tek

Geri Halliwell
- It's Raining Men

Marc Hamilton
- Comme j'ai toujours envie d'aimer

Jan Hammer
- Crockett's Theme

Hanson
- MMMBop

Paul Hardcastle
- 19

Calvin Harris
- One Kiss ( met Rag'n'Bone Man)
- Promises ( met Sam Smith)
- Giant ( met Dua Lipa)

George Harrison
- My Sweet Lord
- Got My Mind Set on You

The Abdul Hassan Orchestra
- Arabian Affair

André Hazes
- Zij gelooft in mij

Murray Head
- One Night in Bangkok

Yeah Yeah Yeahs
- Heads Will Roll

Tom Helsen
- Home (met Geike Arnaert)

Henkie
- Lief klein konijntje

Patrick Hernandez
- Born to Be Alive

Hooverphonic
- Mijn leven (met Andy Sierens)

Hot Chocolate
- Girl Crazy

Whitney Houston
- I Wanna Dance with Somebody (Who Loves Me)
- I Will Always Love You

Hozier
- Take Me to Church

The Human League
- Don't You Want Me

Les Humphries Singers
- To My Father's House

## I
Ice MC
- It's a Rainy Day

Idool 2011 finalisten
- More to Me

Julio Iglesias
- Un canto a Galicia
- Quiéreme mucho
- To All the Girls I've Loved Before (met Willie Nelson)

Natalie Imbruglia
- Torn

Indeep
- Last Night a D.J. Saved My Life

Inner Circle
- Sweat (A La La La La Long)

Chris Isaak
- Wicked Game

Ishtar
- O julissi na jalini

## J
Jessie J
- Price Tag (met B.o.B)

Juicy J
- Dark Horse (met Katy Perry)

Jackpot
- Is Everybody Happy
- One and One Is Two

Terry Jacks
- Seasons in the Sun

Jermaine Jackson
- When the Rain Begins to Fall (met Pia Zadora)
- Do What You Do

Michael Jackson
- One Day in Your Life
- Billie Jean
- Beat It
- Thriller
- I Just Can't Stop Loving You (met Siedah Garrett)
- Bad
- Dirty Diana
- Smooth Criminal
- Black or White
- Remember the Time

Jay and the Americans
- Cara Mia

Jay-Z
- Umbrella (met Rihanna)

Wyclef Jean
- Hips Don't Lie (met Shakira)

Garland Jeffreys
- Matador

Billy Joel
- Goodnight Saigon

Elton John
- Nikita
- Don't Let the Sun Go Down on Me (met George Michael)
- Something About the Way You Look Tonight / Candle in the Wind 1997

Johnny & Orquesta Rodrigues
- Hey mal yo

Gerard Joling
- No More Bolero's

Grace Jones
- I've Seen That Face Before (Libertango)

Tom Jones
- She's a Lady

José
- I Will Follow Him

## K
Leila K
- Open Sesame

K-Maro
- Femme Like U (Donne-moi ton corps)

K3
- Tele-Romeo / Blub, ik ben een vis
- MaMaSé!
- 10.000 luchtballonnen
- Waterval

Roland Kaiser
- Santa Maria

Kamahl
- The Elephant Song

Michael Kamen
- Nothing Else Matters (met Metallica en het San Francisco Symphony Orchestra)

Kane
- Rain Down on Me (met Tiësto)

Mory Kanté
- Yé ké yé ké

Kaoma
- Lambada

Yvonne Keeley
- If I Had Words (met Scott Fitzgerald)

R. Kelly
- If I Could Turn Back the Hands of Time

Las Ketchup
- The Ketchup Song (Aserejé)

Kevin
- She's Got Moves

Alicia Keys
- Fallin'

Kiesza
- Hideaway

Sandra Kim
- J'aime la vie

Kimbra
- Somebody That I Used to Know (met Gotye)

Kings of Leon
- Use Somebody

De Kippensoep Allstars
- Kippensoep voor iedereen

Klingande
- Jubel

Steven Kolacny
- Life on Mars? (met Jasper Steverlinck en Stijn Kolacny)

Stijn Kolacny
- Life on Mars? (met Jasper Steverlinck en Steven Kolacny)

Noah Kohan
- Stick Season

Krezip
- I Would Stay

Kris Kross
- Jump

## L
L.A. Style
- James Brown Is Dead

Audrey Landers
- Manuel Goodbye

Vicky Leandros
- Après toi

Ann Lee
- 2 Times

Dean Lewis
- Be Alright

Leona Lewis
- Bleeding Love

Ryan Lewis
- Thrift Shop (met Macklemore & Wanz)

Lykke Li
- I Follow Rivers

Lilly Wood & The Prick
- Prayer in C (Robin Schulz Remix) (met Robin Schulz)

Lil Nas X
- Old Town Road

Gusttavo Lima
- Balada

Lime
- Your Love

Rosa Linn
- Snap

Lipps Inc.
- Funkytown

Liquid feat. Silvy
- Turn the Tide

Live
- They Stood Up for Love

James Lloyd
- Keep On Smiling

LMFAO
- Party Rock Anthem (met Lauren Bennett & GoonRock)

Lobo
- The Caribbean Disco Show

June Lodge
- Someone Loves You Honey (met Prince Mohammed)

Johnny Logan
- What's Another Year
- Hold Me Now

Londonbeat
- I've Been Thinking About You

Long Tall Ernie and the Shakers
- Do You Remember

Jennifer Lopez
- On the Floor (met Pitbull)

Lorca
- Ritmo de la noche

Lorde
- Royals

Loreen
- Euphoria
- Tattoo

Los del Río
- Macarena

Lost Frequencies
- Are You with Me
- Reality (met Janieck Devy)
- Beautiful Life (met Sandro Cavazza)
- What Is Love
- Crazy
- Black Friday (met Tom Odell)

Lumidee
- Never Leave You (Uh Oooh, Uh Oooh)

Luv'
- You're the Greatest Lover
- Trojan Horse

LV
- Gangsta's Paradise (met Coolio)

Laura Lynn
- Jij bent de mooiste
- Dans je de hele nacht met mij?
- Kom dans met mij (met Frans Bauer)
- Al duurt de nacht tot morgenvroeg (met Frans Bauer)

## M
Amy Macdonald
- This Is the Life

Nick MacKenzie
- Juanita

Macklemore
- Thrift Shop (met Ryan Lewis & Wanz)

The Mad Stuntman
- I Like to Move It (met Reel 2 Real)

Madonna
- Into the Groove
- Papa Don't Preach
- Who's That Girl
- Like a Prayer
- Vogue
- Hung Up
- 4 Minutes (met Justin Timberlake)

Makedah
- Rock This Party (Everybody Dance Now) (met Bob Sinclar & Cutee-B & Dollarman & Big Ali)

Jérémie Makiese
- Miss You

Mark 'Oh
- Tears Don't Lie

M/A/R/R/S
- Pump Up the Volume

Bruno Mars
- Uptown Funk (met Mark Ronson)
- 24K Magic
- Die with a Smile (met Lady Gaga)

Keith Marshall
- Only Crying

Al Martino
- Volare

Matia Bazar
- Ti sento

Brian May
- Too Much Love Will Kill You

MC Hammer
- U Can't Touch This

MC Miker G & Deejay Sven
- Holiday Rap

Paul McCartney
- Ebony and Ivory (met Stevie Wonder)

George McCrae
- Rock Your Baby

Maria McKee
- Show Me Heaven

Don McLean
- Crying

Penny McLean
- Lady Bump

Meat Loaf
- Paradise by the Dashboard Light
- I'd Do Anything for Love (But I Won't Do That)

Meau
- Dat heb jij gedaan
- Het midden

Glenn Medeiros
- Nothing's Gonna Change My Love for You

Bill Medley
- (I've Had) The Time of My Life (met Jennifer Warnes)

Guus Meeuwis & Vagant
- Het is een nacht... (Levensecht)

Mega Mindy
- Mega Mindy tijd

Mel & Kim
- Showing Out (Get Fresh at the Weekend)
- Respectable

Don Mercedes
- Rocky

Freddie Mercury
- Living on My Own

Metallica
- Nothing Else Matters (met Michael Kamen en het San Francisco Symphony Orchestra)

Metejoor
- 1 op een miljoen
- Dit is wat mijn mama zei
- Eigen schuld

Anita Meyer
- Why Tell Me Why

Miami Sound Machine
- Can't Stay Away from You (met Gloria Estefan)

George Michael
- I Knew You Were Waiting (for Me) (met Aretha Franklin)
- I Want Your Sex
- Faith
- Don't Let the Sun Go Down on Me (met Elton John)

Pras Michel
- Ghetto Supastar (That Is What You Are) (met ODB en Mýa)

Middle of the Road
- Chirpy Chirpy Cheep Cheep
- Soley Soley
- Sacramento (A Wonderful Town)
- Samson and Delilah
- Yellow Boomerang

Mika
- Relax, Take It Easy

John Miles
- Music

Robert Miles
- One and One (met Maria Nayler)

Milk Inc.
- Walk on Water
- Whisper
- Blackout
- Storm

Steve Miller Band
- Abracadabra

Milli Vanilli
- Girl I'm Gonna Miss You

Milow
- Ayo Technology

Kylie Minogue
- Can't Get You Out of My Head

Danny Mirror
- I Remember Elvis Presley

Modern Talking
- You're My Heart, You're My Soul

Gary Moore
- Still Got the Blues (For You)

Nana Mouskouri
- Only Love

Mouth & MacNeal
- How Do You Do
- Hello-a

Mozaïek
- Leef (met Walter Grootaers)

Mr. Big
- To Be with You

Mr. Oizo
- Flat Beat

Mr. Probz
- Waves

Mud
- Tiger Feet
- Lonely This Christmas
- L'L'Lucy

Mungo Jerry
- In the Summertime

Musical Youth
- Pass the Dutchie

Mýa
- Ghetto Supastar (That Is What You Are) (met Pras Michel en ODB)

## N
Nâdiya
- Et c'est parti... (met Smartzee)

Natalia
- I've Only Begun to Fight
- Hallelujah (met Gabriel Ríos)

Nayer
- Give Me Everything (met Afrojack & Ne-Yo & Pitbull)

Maria Nayler
- One and One (met Robert Miles)

Nazareth
- Love Hurts

Ne-Yo
- Give Me Everything (met Afrojack & Nayer & Pitbull)
- Higher Place (met Dimitri Vegas & Like Mike)

Nelly
- Dilemma (met Kelly Rowland)

Willie Nelson
- To All the Girls I've Loved Before (met Julio Iglesias)

Nena
- 99 Luftballons

Netsky
- Running Low (met Beth Ditto)

Olivia Newton-John
- You're the One That I Want (met John Travolta)
- Hopelessly Devoted to You
- Summer Nights (met John Travolta)
- Xanadu (met Electric Light Orchestra)
- Physical

Nicole
- Ein bißchen Frieden

Nielson
- Sexy als ik dans

Rob de Nijs
- Banger hart

Nina
- The Reason Is You

Nirvana
- Smells Like Teen Spirit

No Doubt
- Don't Speak

Sak Noel
- Loca People (La gente está muy loca)

Loïc Nottet
- Rhythm Inside

Nova
- Aurora

## O
Ocean
- Put Your Hand in the Hand

Billy Ocean
- When the Going Gets Tough, the Tough Get Going
- Get Outta My Dreams, Get Into My Car

Sinéad O'Connor
- Nothing Compares 2 U

ODB
- Ghetto Supastar (That Is What You Are) (met Pras Michel en Mýa)

The Offspring
- Pretty Fly (for a White Guy)

Mike Oldfield
- Moonlight Shadow

Olivia
- Candy Shop (met 50 Cent)

OMI
- Cheerleader (Felix Jaehn Remix)

One More Time
- Highland

Roy Orbison
- You Got It

Orchestral Manoeuvres in the Dark
- Maid of Orleans (The Waltz Joan of Arc)

Peter Orloff
- Ein Mädchen für immer

Joan Osborne
- One of Us

Little Jimmy Osmond
- Long Haired Lover from Liverpool

The Osmonds
- Crazy Horses

Gilbert O'Sullivan
- Nothing Rhymed
- Clair
- Get Down

Maaike Ouboter
- Dat ik je mis

## P
Pacific Gas & Electric
- Are You Ready?

Paper Lace
- The Night Chicago Died

Ryan Paris
- Dolce vita

Dolly Parton
- You Are

The Pasadenas
- Tribute (Right On)

Passenger
- Let Her Go

Lynsey de Paul
- Sugar Me

Laura Pausini
- La solitudine

Peaches & Herb
- Reunited

Peret
- Borriquito

Belle Pérez
- El mundo bailando

Katy Perry
- I Kissed a Girl
- Dark Horse (met Juicy J)

Pet Shop Boys
- Suburbia

Ph.D.
- I Won't Let You Down

P!nk
- Dear Mr. President

Pitbull
- I Know You Want Me (Calle Ocho)
- On the Floor (met Jennifer Lopez)
- Give Me Everything (met Ne-Yo & Afrojack & Nayer)

Gene Pitney
- Something's Gotten Hold of My Heart (met Marc Almond)

The Pointer Sisters
- Fire

Pop-Tops
- Mamy Blue

Alan Price
- Rosetta (met Georgie Fame)

Prince and The Revolution
- Purple Rain

Prince Mohammed
- Someone Loves You Honey (met June Lodge)

PSY
- Gangnam Style

Pussycat
- Mississippi
- My Broken Souvenirs

Pussycat Dolls
- Don't Cha (met Busta Rhymes)
- Beep (met will.i.am)

Charlie Puth
- See You Again (met Wiz Khalifa)

## Q
Queen
- Bohemian Rhapsody
- Somebody to Love
- Radio Ga Ga
- I Want to Break Free

## R
R.E.M.
- Losing My Religion

Rag'n'Bone Man
- Human

The Radios
- She Goes Nana

Eros Ramazzotti
- Cose della vita

Rayvon
- Angel (met Shaggy)

Raye
- Prada

Red Hot Chili Peppers
- Under the Bridge

Redbone
- The Witch Queen of New Orleans
- We Were All Wounded at Wounded Knee

Rednex
- Cotton Eye Joe
- Old Pop in an Oak

Reel 2 Real
- I Like to Move It (met The Mad Stuntman)

Matthias Reim
- Verdammt, ich lieb' Dich

Regi
- Where Did You Go (Summer Love
- Ellie
- Kom wat dichterbij
- De wereld draait voor jou

Renée & Renato
- Save Your Love

Busta Rhymes
- Don't Cha (met de Pussycat Dolls)

Charlie Rich
- The Most Beautiful Girl

Cliff Richard
- We Don't Talk Anymore
- Dreamin'
- Living Doll (met The Young Ones)

Lionel Richie
- All Night Long (All Night)
- Hello

Rihanna
- Disturbia
- Don't Stop the Music
- Love the Way You Lie (met Eminem)
- Umbrella (met Jay-Z)

Rikrok
- It Wasn't Me (met Shaggy)

LeAnn Rimes
- Can't Fight the Moonlight

Gabriel Ríos
- Hallelujah (met Natalia)

Robsnob
- De pizza dans (met Dynamite)

Rock Steady Crew
- (Hey You) The Rock Steady Crew

Rockwell
- Somebody's Watching Me

Olivia Rodrigo
- Drivers License
- Good 4 U((

The Rolling Stones
- Angie

Tony Ronald
- Help (Get Me Some Help)

Mark Ronson
- Uptown Funk (met Bruno Mars)

Marianne Rosenberg
- Ich bin wie du

Diana Ross
- Why Do Fools Fall in Love

Demis Roussos
- Forever and Ever
- Goodbye, My Love, Goodbye
- My Friend the Wind
- Schönes Mädchen aus Arcadia

Kelly Rowland
- Dilemma (met Nelly)

Roxette
- Joyride
- How Do You Do!

The Rubettes
- Sugar Baby Love
- Juke Box Jive

Ruslana
- Wild Dances

Kate Ryan
- Désenchantée
- Je t'adore

Alexander Rybak
- Fairytale

## S
Salt-n-Pepa
- Push It
- Let's Talk About Sex

San Francisco Symphony Orchestra
- Nothing Else Matters (met Metallica en Michael Kamen)

Sarah
- You Are the Reason (met Koen Wauters)

Sash!
- Ecuador

Telly Savalas
- Some Broken Hearts Never Mend

Leo Sayer
- When I Need You

Scatman John
- Scatman (Ski-Ba-Bop-Ba-Dop-Bop)
- Scatman's World

Schnappi
- Schnappi, das kleine Krokodil

Robin Schulz
- Prayer in C (Robin Schulz Remix) (met Lilly Wood & The Prick)

Scissor Sisters
- I Don't Feel Like Dancin'

Scoop
- Drop It

Scooter
- How Much Is the Fish?

Scorpions
- Wind of Change

Seal
- Killer (met Adamski)
- Crazy

Salim Seghers
- Verlaat me nooit

Selah Sue
- Zanna (met Tom Barman en The Subs)

Shabby Tiger
- Slow Down

The Shadows
- Theme from The Deer Hunter (Cavatina)

Shaggy
- It Wasn't Me (met Rikrok)
- Angel (met Rayvon)

Shakira
- Whenever, Wherever
- Underneath Your Clothes
- Hips Don't Lie (met Wyclef Jean)
- Waka Waka (This Time for Africa) (met Freshlyground)

Ed Sheeran
- Merry Christmas (met Elton John)
- Bad Habits
- [[Perfect	(Ed Sheeran)|Perfect]]
- Shape of You
- Azizam

Shirley & Company
- Shame, Shame, Shame

Shocking Blue
- Never Marry a Railroad Man

The Shorts
- Comment ça va

Showaddywaddy
- Under the Moon of Love

Andy Sierens
- Mijn leven (met Hooverphonic)

Nina Simone
- My Baby Just Cares for Me

Eva Simons
- This Is Love (met will.i.am)

Matt Simons
- Catch & Release (Deepend Remix)

Simple Minds
- Alive and Kicking

Bob Sinclar
- Love Generation
- Rock This Party (Everybody Dance Now) (met Cutee-B & Dollarman & Big Ali & Makedah)

Sita
- Lopen op het water (met Marco Borsato)

Smartzee
- Et c'est parti... (met Nâdiya)

Jantje Smit
- Ik zing dit lied voor jou alleen

Smokie
- Living Next Door to Alice
- Lay Back in the Arms of Someone

Snap!
- Rhythm Is a Dancer

Snow
- Informer

Snow Patrol
- Shut Your Eyes

Soft Cell
- Tainted Love

Martin Solveig
- Hello (met Dragonette)

Soulful Dynamics
- Mademoiselle Ninette

Wim Soutaer
- Allemaal

Spargo
- You and Me

Sam Sparro
- Happiness

Britney Spears
- ...Baby One More Time
- Sometimes
- Womanizer
- Scream & Shout (met will.i.am)

Spice Girls
- Wannabe

Kamiel Spiessens
- Het isj nie moeilijk, het isj gemakkelijk!

Álvaro Soler
- Sofia

Spooky & Sue
- Swinging on a Star

Spring
- Spring

Bruce Springsteen
- Dancing in the Dark
- Streets of Philadelphia

Bonnie St. Claire
- Clap Your Hands and Stamp Your Feet (met Unit Gloria)

Lisa Stansfield
- All Around the World

Star Academy
- Fame

Alvin Stardust
- Pretend

Stars on 45
- Stars on 45
- Stars on 45 Proudly Presents The Star Sisters

Status Quo
- Down Down

Gwen Stefani
- Let Me Blow Ya Mind (met Eve)

Steps
- Last Thing on My Mind
- One for Sorrow

Jasper Steverlinck
- Life on Mars? (met Steven en Stijn Kolacny)

David A. Stewart
- Lily Was Here (met Candy Dulfer)

Rod Stewart
- Sailing
- Baby Jane

Barbra Streisand
- Woman in Love

Stromae
- Alors on danse
- Formidable
- L'enfer

The Subs
- Zanna (met Selah Sue en Tom Barman)

Donna Summer
- I Feel Love

The Sunclub
- Summer Jam 2003 (met The Underdog Project)

Survivor
- Burning Heart

Sutherland Brothers & Quiver
- Arms of Mary

Billy Swan
- I Can Help

The Sweet
- Funny Funny
- Poppa Joe

Taylor Swift
- Anti-Hero

Teddy Swims
- Lose Control

## T
Teach-In
- Upside Down

Technohead
- I Wanna Be a Hippy

Technotronic
- Pump Up the Jam
- Get Up! (Before the Night Is Over)

Michel Teló
- Ai se eu te pego!

Tenpole Tudor
- Wünderbar

Robin Thicke
- Blurred Lines (met T.I. & Pharrell Williams)

Pommelien Thijs
- Nu wij niet meer praten
- Ongewoon
- Erop of eronder
- Het beste moet nog komen
- Het midden
- Atlas

Thor!
- Een tocht door het donker

The Three Degrees
- Dirty Ol' Man

The Weeknd
- Blinding Lights
- Save Your Tears

T.I.
- Blurred Lines (met Robin Thicke & Pharrell Williams)

Tiësto
- Rain Down on Me (met Kane)

Tight Fit
- The Lion Sleeps Tonight

Justin Timberlake
- 4 Minutes (met Madonna)
- Can't Stop the Feeling!

Tom Tom Club
- Wordy Rappinghood

Emilíana Torrini
- Jungle Drum

Elisa Tovati
- Il nous faut (met Tom Dice)

T'Pau
- China in Your Hand

John Travolta
- You're the One That I Want (met Olivia Newton-John)
- Summer Nights (met Olivia Newton-John)

Triggerfinger
- I Follow Rivers

Will Tura
- Zonneschijn

Shania Twain
- That Don't Impress Me Much

Twarres
- Wêr bisto

## U
UB40
- (I Can't Help) Falling in Love with You

Udo
- Isn't It Time

Ultravox
- Vienna
- Dancing with Tears in My Eyes

The Underdog Project
- Summer Jam 2003 (met The Sunclub)

Unit Gloria
- Clap Your Hands and Stamp Your Feet (met Bonnie St. Claire)

Urbanus
- Bakske vol met stro

USA for Africa
- We Are the World

## V
Vader Abraham
- 't Smurfenlied

Stan Van Samang
- Scars
- Een ster (live)
- Goeiemorgend, goeiendag (live)

VandaVanda
- Sunshine After the Rain

Vangelis
- Conquest of Paradise

Vanilla Ice
- Ice Ice Baby

Vaya Con Dios
- What's a Woman
- Heading for a Fall

Piet Veerman
- Sailin' Home

Vengaboys
- We Like to Party! (The Vengabus)
- Boom, Boom, Boom, Boom!!

Vijvenveertig
- Mijn leven (met Hooverphonic)

Village People
- Y.M.C.A.
- In the Navy

Bobby Vinton
- Hurt

Virtual Zone
- Virtual Zone / Change U Mind
- Heaven

Tim Visterin
- De vogel

De vrienden van meneer Konijn
- Het meneer Konijn-lied

## W
Tom Waes
- Dos cervezas

Johnny Wakelin
- In Zaire

Wanz
- Thrift Shop (met Macklemore & Ryan Lewis)

Jennifer Warnes
- (I've Had) The Time of My Life (met Bill Medley)

Crystal Waters
- Gypsy Woman (La Da Dee La Da Da)

Koen Wauters
- You Are the Reason (met Sarah)

Wee Papa Girl Rappers
- Wee Rule

Wes
- Alane

Kanye West
- American Boy (met Estelle)

Wet Wet Wet
- Love Is All Around

Wham!
- Wake Me Up Before You Go-Go
- The Edge of Heaven

Wheatus
- Teenage Dirtbag

Roger Whittaker
- I Don't Believe in If Anymore

Will.i.am
- Beep (met The Pussycat Dolls)
- This Is Love (met Eva Simons)
- Scream & Shout (met Britney Spears)

Pharrell Williams
- Get Lucky (met Daft Punk)
- Blurred Lines (met Robin Thicke & T.I.)
- Happy

Jackie Wilson
- Reet Petite

Wings
- Mull of Kintyre

Kate Winslet
- What If

Wiz Khalifa
- See You Again (met Charlie Puth)

The Wiz Stars
- A Brand New Day

Laurent Wolf
- No Stress (met Eric Carter)

Oscar and the Wolf
- Warrior

Womack & Womack
- Teardrops

Stevie Wonder
- Ebony and Ivory (met Paul McCartney)
- I Just Called to Say I Love You
- Part-Time Lover

Tammy Wynette
- Stand by Your Man

## X
Xandee
- 1 Life

## Y
Yazoo
- Don't Go

Yazz & the Plastic Population
- The Only Way Is Up

Yolanda Be Cool
- We No Speak Americano (met DCUP)

John Paul Young
- Standing in the Rain

Paul Young
- Come Back and Stay
- Love of the Common People
- Senza una donna (met Zucchero)

The Young Ones
- Living Doll (met Cliff Richard)

Sydney Youngblood
- If I Only Could

## Z
Pia Zadora
- When the Rain Begins to Fall (met Jermaine Jackson)

Zucchero
- Senza una donna (met Paul Young)

Lijsten van nummer 1-hits in de Radio 2 Top 30

1970 ·
1971 ·
1972 ·
1973 ·
1974 ·
1975 ·
1976 ·
1977 ·
1978 ·
1979 ·
1980 ·
1981 ·
1982 ·
1983 ·
1984 ·
1985 ·
1986 ·
1987 ·
1988 ·
1989 ·
1990 ·
1991 ·
1992 ·
1993 ·
1994 ·
1995 ·
1996 ·
1997 ·
1998 ·
1999 ·
2000 ·
2001 ·
2002 ·
2003 ·
2004 ·
2005 ·
2006 ·
2007 ·
2008 ·
2009 ·
2010 ·
2011 ·
2012 ·
2013 ·
2014 ·
2015 ·
2016 ·
2017 ·
2018 ·
2019 ·
2020 ·
2021 ·
2022 ·
2023 ·
2024 ·
2025
Lijsten van nummer 1-hits in de Ultratop 50 

1995 ·
1996 ·
1997 ·
1998 ·
1999 ·
2000 ·
2001 ·
2002 ·
2003 ·
2004 ·
2005 ·
2006 ·
2007 ·
2008 ·
2009 ·
2010 ·
2011 ·
2012 ·
2013 ·
2014 ·
2015 ·
2016 ·
2017 ·
2018 ·
2019 ·
2020 ·
2021 ·
2022 ·
2023 ·
2024 ·
2025
Lijsten van nummer 1-hits in de Vlaamse top 50

2001 ·
2002 ·
2003 ·
2004 ·
2005 ·
2006 ·
2007 ·
2008 ·
2009 ·
2010 ·
2011 ·
2012 ·
2013 ·
2014 ·
2015 ·
2016 ·
2017 ·
2018 ·
2019 ·
2020 ·
2021 ·
2022 ·
2023 ·
2024 ·
2025